# Леді Гага
Сте́фані Джоа́н Анджеліна Джермано́тта (англ. Stefani Joanne Angelina Germanotta; МФА: [ˈstɛfəni ˌdʒɜːrməˈnɒtə]), відома під псевдонімом Леді Гага (англ. Lady Gaga; нар. 28 березня 1986, Нью-Йорк, США) — американська співачка, авторка-виконавиця, музична продюсерка, кінопродюсерка, акторка, підприємиця, філантропка, ЛГБТ- та ВІЛ / СНІД-активістка. Відома ексцентричністю, провокативністю та візуальними експериментами в образі.
Станом на січень 2016 Леді Гага продала понад 27 мільйонів копій альбомів і 146 мільйонів копій синглів по всьому світу, що робить її однією з найуспішніших музичних виконавців в історії. Її досягнення включають кілька записів у Книзі рекордів Гіннеса, 13 нагород Греммі, три нагороди Бріт, численні нагороди від MTV й нагороду від Зали слави піснярів та Ради модельєрів Америки. Журнал Billboard назвав Гагу Виконавцем року, а Forbes залучив її до числа впливових та багатих людей світу. У 2011 за підрахунками опитування журналу Time Гага стала другою в списку найбільш впливових людей останніх десяти років, а у 2012 телеканал VH1 поставив її на четверте місце списку Найвеличніших жінок у музиці. У 2015 журнал Billboard назвав Леді Гагу Жінкою року. Гага відома філантропською діяльністю і соціальним активізмом, включаючи підтримку прав ЛГБТ-спільноти та створення неприбуткової організації Born This Way Foundation, яка фокусується на посиленні юнацтва і бореться проти залякування дітей та підлітків.

## Життєпис і кар'єра
Почала співати в підлітковому віці, виступаючи у шкільних театральних виставах і на «відкритих мікрофонах». Навчалася в музичному театрі Спільного мистецтва проєкту 21 при Школі мистецтва Тіша Нью-Йоркського університету, проте покинула навчання, аби працювати у музичній індустрії.
Після того як лейбл Def Jam Recordings скасував підписання контракту, Гага працювала як авторка пісень для компанії Sony/ATV Music Publishing, у якій познайомилася зі співаком Akon, з допомогою котрого у 2007 році підписала контракти з лейблом Interscope Records і з його власним лейблом KonLive Distribution. Леді Гага набула слави з випуском дебютного альбому у стилі електропоп «The Fame» (2008) і синглів «Just Dance» та «Poker Face». Подальшіі сингли з її мініальбому «The Fame Monster» (2009) — «Bad Romance», «Telephone» (із запрошеним вокалом Бейонсе) та «Alejandro» позначились на зростанні популярності Гаги у світі попмузики.
Другий студійний альбом Гаги «Born This Way» (2011) розширив її жанри до електро-року й техно-попу. Альбом сягнув першого місця американського чарту Billboard 200, за перший тиждень від випуску було продано понад мільйон копій. Однойменна композиція з альбому стала найшвидше розповсюдженою піснею в iTunes Store, за менш ніж тиждень продавалось понад мільйон цифрових копій. 
З третім студійним альбомом «Artpop» (2013) Гага перейшла у жанр EDM. Платівка досягла вершини чарту Billboard 200 та містила три сингли: «Applause», «Do What U Want» та «G.U.Y.». Четвертим студійним альбомом був джазовий «Cheek to Cheek» у дуеті з Тоні Беннеттом. П'ятий студійник «Joanne» (2016) змістив акцент на софт-рок та денс-поп. Четвертий і п'ятий студійні альбоми досягли першого місця в Billboard 200.
У період 2015—2016 Гага почала грати в кіно, виконавши одну з головних ролей мінісеріалу Американська історія жаху: Готель, за яку отримала Золотий глобус. У 2018 вийшла музична романтична кінодрама Народження зірки, у якій разом із актором Бредлі Купером Гага виконує головну роль. Вона також записала пісні для саундтреків фільму Народження зірки, що зробило її єдиною жінкою в США, яка має 5 альбомів, що досягли вершини чарту Billboard 200 у 2010-му десятиріччі.

### 1986—2005: Раннє життя

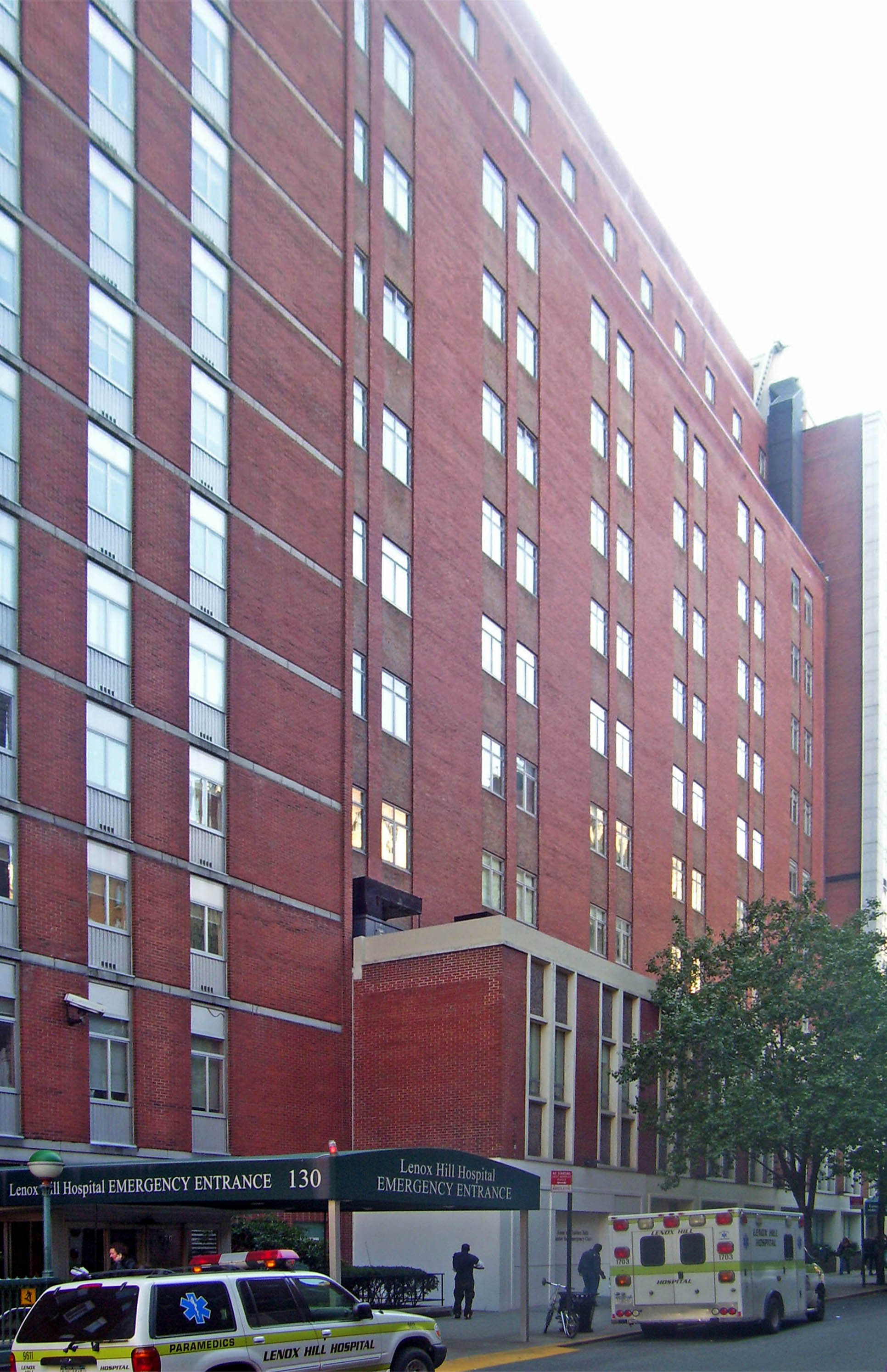
Лікарня Ленокс-гілл у Мангеттені, в якій народилася Джерманотта

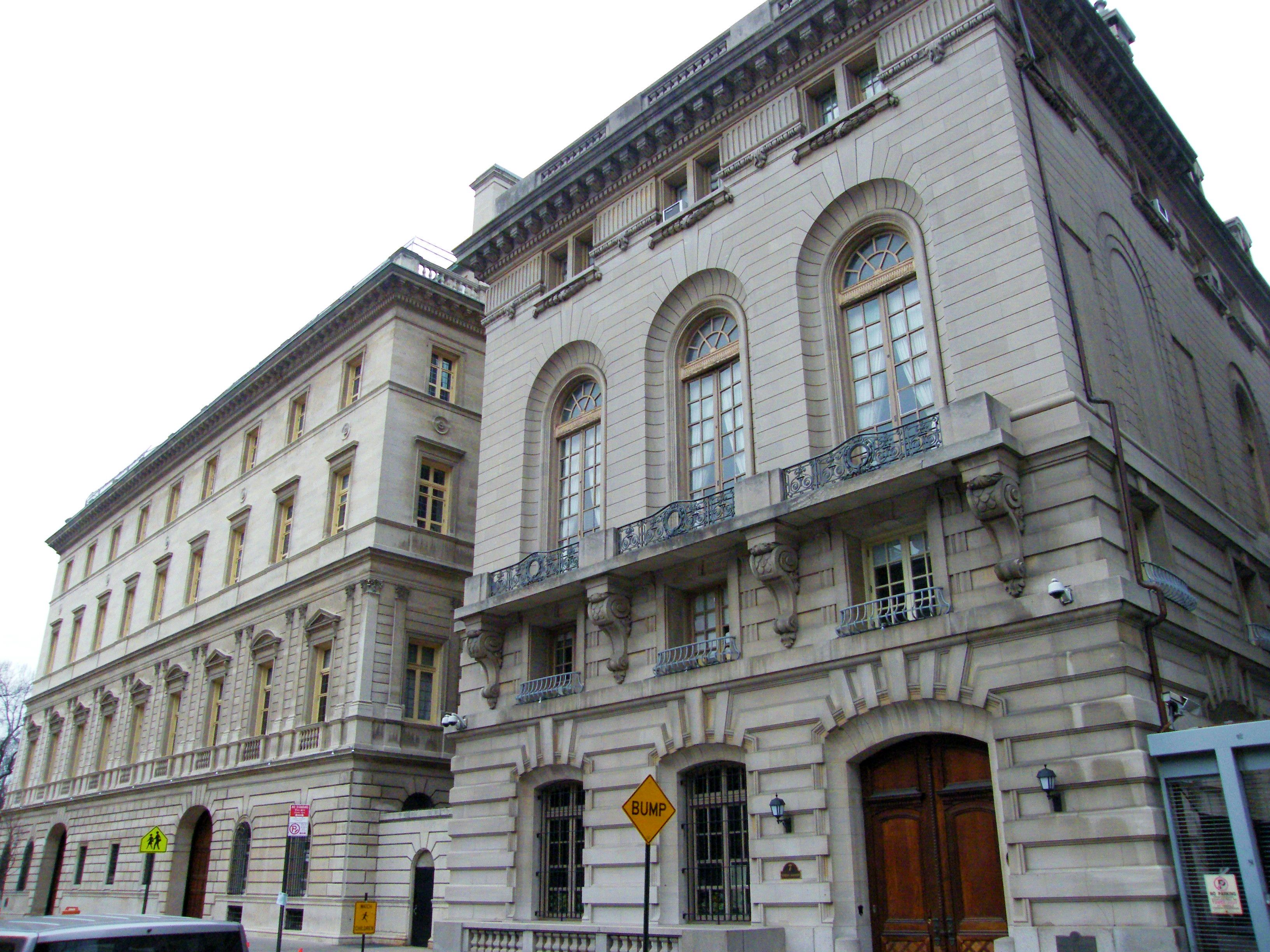
Приватна школа Жіночого монастиря священного серця

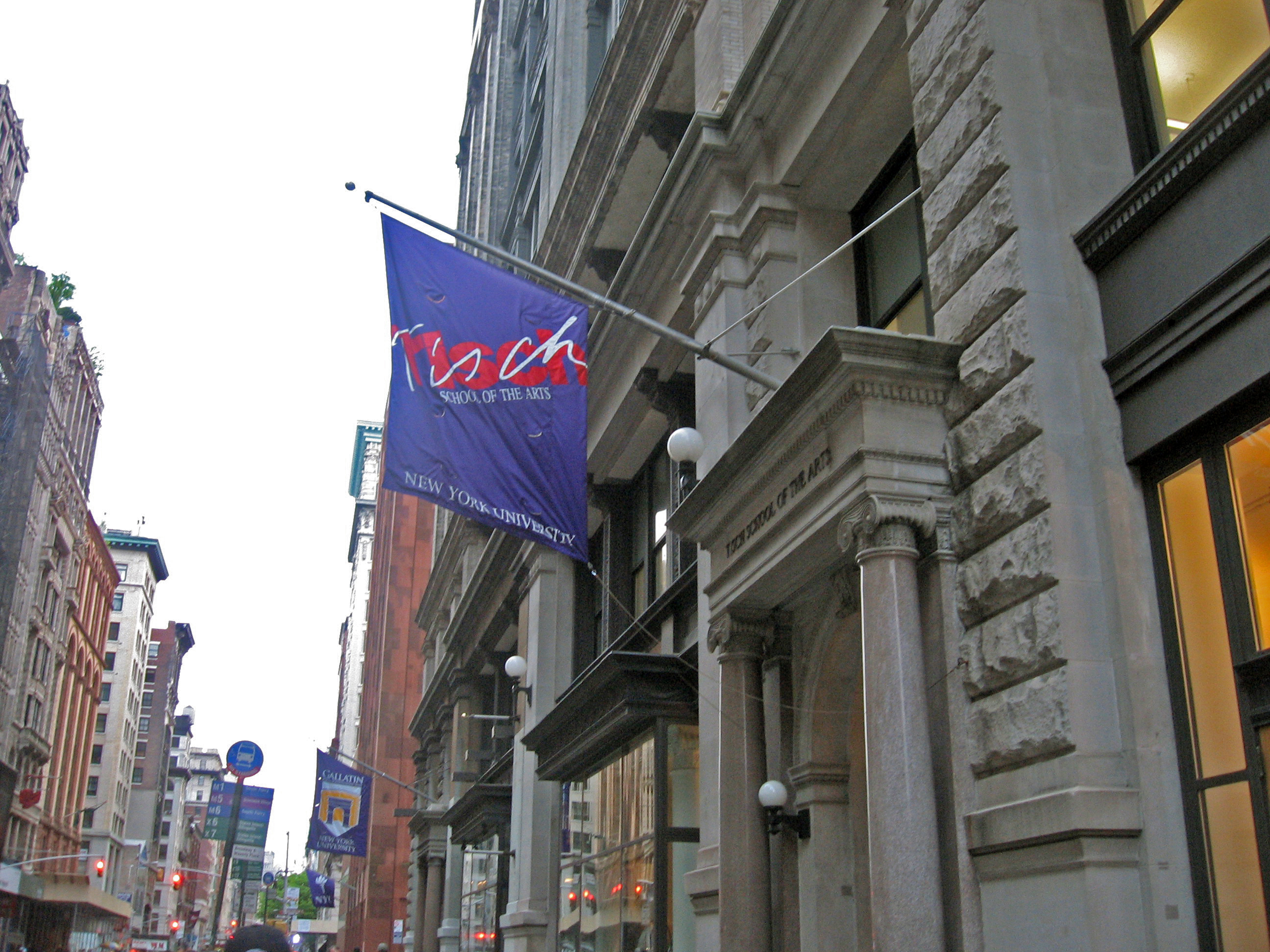
Будівля Школи мистецтва Тіша Нью-Йоркського університету

Стефані Джоан Анджеліна Джерманотта народилася 28 березня 1986 у Лікарні Ленокс-гілл у Мангеттені, Нью-Йорк, у заможній католицькій сім'ї італійського і франко-канадського походження. Її батьки — Сінтія Луїза (до шлюбу Біссетт) і Джозеф Джерманотта, інтернет-підприємець. Має молодшу сестру Наталі. Виросла в мангеттенському Верхньому Вест-Сайді. Гага зауважувала, що її батьки походять з родин нижнього соціального класу і важко працювали все життя, аби досягти всього, що мають.
У 4 роки Гага почала грати на фортепіано, після того як її мати зауважила, що вона має вирости «культурною жінкою». Протягом всього дитинства брала уроки гри на фортепіано й проводила багато часу за практикою. Уроки навчили її створювати музику на слух, чому вона віддавала більшу перевагу, аніж читанню нотних листів, що вважалося професійнішим підходом. Пізніше сказала про свою прихильність до музики: 
|  | Я не зовсім розумію, звідки прийшла моя спорідненість із музикою, але це саме та річ, яка дуже легко мені дається. Моя мама часто розповідає одну бентежну історію, що коли мені було три роки, а може й менше, я з зусиллями намагалася дістатися до клавіш піаніно, оскільки була ще дуже маленька та низька. Одночасно мені вдавалося дістатися лише до клавіш низьких нот... Я була справді дуже, дуже вправна у грі на фортепіано, тож мій перший інстинкт полягав у тому, аби працювати якомога більше у практикуванні гри; і може я не була природною танцівницею, але я природна музикантка. Я вірю, що це саме та річ, в якій я проявляю себе найкраще. |

З 11-річного віку почала відвідувати дівчачу католицьку приватну школу Жіночого монастиря священного серця, де в той час також навчалися сестри Гілтон і Керолайн Кеннеді; пізніше Гага згадувала, що лише іноді бачила їх у коридорах. Гага описувала своє шкільне життя як «дуже самовіддане, дуже старанне, дуже дисципліноване», але також «дещо невпевнене в собі». Вона вважала себе білою вороною серед однолітків, і її часто дражнили та ображали за «завелику провокативність чи ексцентричність», проте загалом вона з задоволенням згадує той час: 
|  | Деякі дівчатка були налаштовані вороже. Вони сміялися з мене, тому що я вдягалася не так, як всі, і вже співала в гуртах. Вони не могли зрозуміти, чому я цим так захоплена. Іноді мені приділяли всю увагу, тому що я була душею і серцем кожної вечірки. |

У ранньому віці почала записувати пісні Мадонни, Майкла Джексона й Сінді Лопер на дитячий касетний магнітофон. Батьки підтримували її цікавість до музики й записали її до творчих мистецьких гуртів. Її батько сам виступав у клубних ансамблях, намагаючись наслідувати Брюса Спрінгстіна. Підлітком Гага почала виступати на вечорах «відкритого мікрофона». У сусідній Вищій школі Регіса вона виконувала театральну роль Аделаїди з мюзиклу Хлопці та ляльки і роль Філії з мюзиклу Кумедна річ трапилася по дорозі до форуму.
Протягом 10 років Гага вивчала акторські методи в Інституті театру та кіно Лі Страсберга. Брала участь у прослуховуванні до певних телешоу Нью-Йорка, але в результаті була прийнята лише на незначну роль старшокласниці серії Сопрано (епізод «The Telltale Moozadell», 2001).
У 15-річному віці виступала з гуртами Mackin Pulsifer і SGBand у даунтауні Нью-Йорку. Під впливом інших учасників гурту вирішила спробувати робити «щось провокаційне в стилі андеґраундного рок-н-ролу»: з'являлася в бікіні і хот-пентс в блискітках, підпалювала лак для волосся і лякала публіку. Про цей період Гага згадує: «На мені були леопардові принти, зачіска як у Емі Вайнгауз; я співала і грала на фортепіано, а у волоссі в мене були орхідеї». Батько був шокований звісткою про те, що дочка відвідує клуби Нижнього Іст-Сайду, де, можливо, вживає наркотики і з'являється у бурлеск-шоу з трансвеститами і танцівницями: «Він кілька місяців уникав дивитися мені в очі».
У 2003, у 17 років, Гага отримала ранній доступ до навчання у театрі Спільного мистецтва проєкту 21 при Школі мистецтва Тіша Нью-Йоркського університету, і на той час мешкала у гуртожитку університету. Там вона вивчала музику і покращила свої навички у створенні пісень, працюючи над есе з мистецтва, релігії, соціальних проблем і політики, включаючи дисертацію про поп-митців Спенсера Туніку й Дем'єна Герста. У 2005 на другому семестрі другого курсу Гага припинила відвідувати університет, щоб зосередитися на музичній кар'єрі. Того ж року вона зіграла несподівану покупчиню у реаліті-телешоу каналу MTV Boiling Points.
У 2014 році Гага повідомила, що її зґвалтували у 19 років, після чого їй довелося проходити довгу ментальну й фізичну терапію. Після цього у неї розвинувся посттравматичний стресовий розлад. Гага сказала, що підтримка лікарів, сім'ї та друзів дуже їй допомогла. У листопаді 2019 року мисткиня підтвердила цю історію в інтерв'ю журналу Elle, для якого сфотографувалася.

### 2005—2007: Початок кар'єри

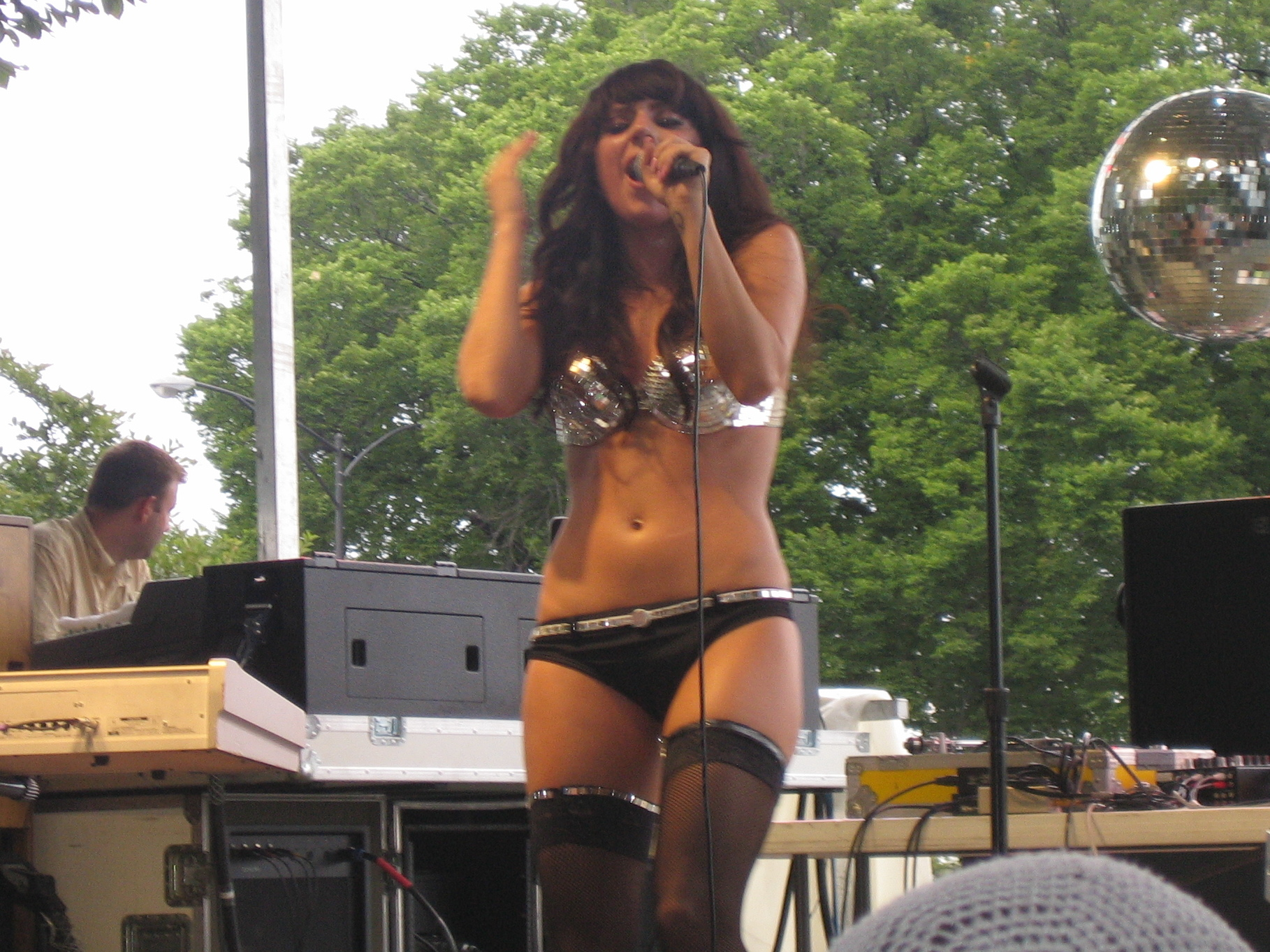
Виступ Гаги на музичному фестивалі Lollapalooza з Леді Старлайт, 2007

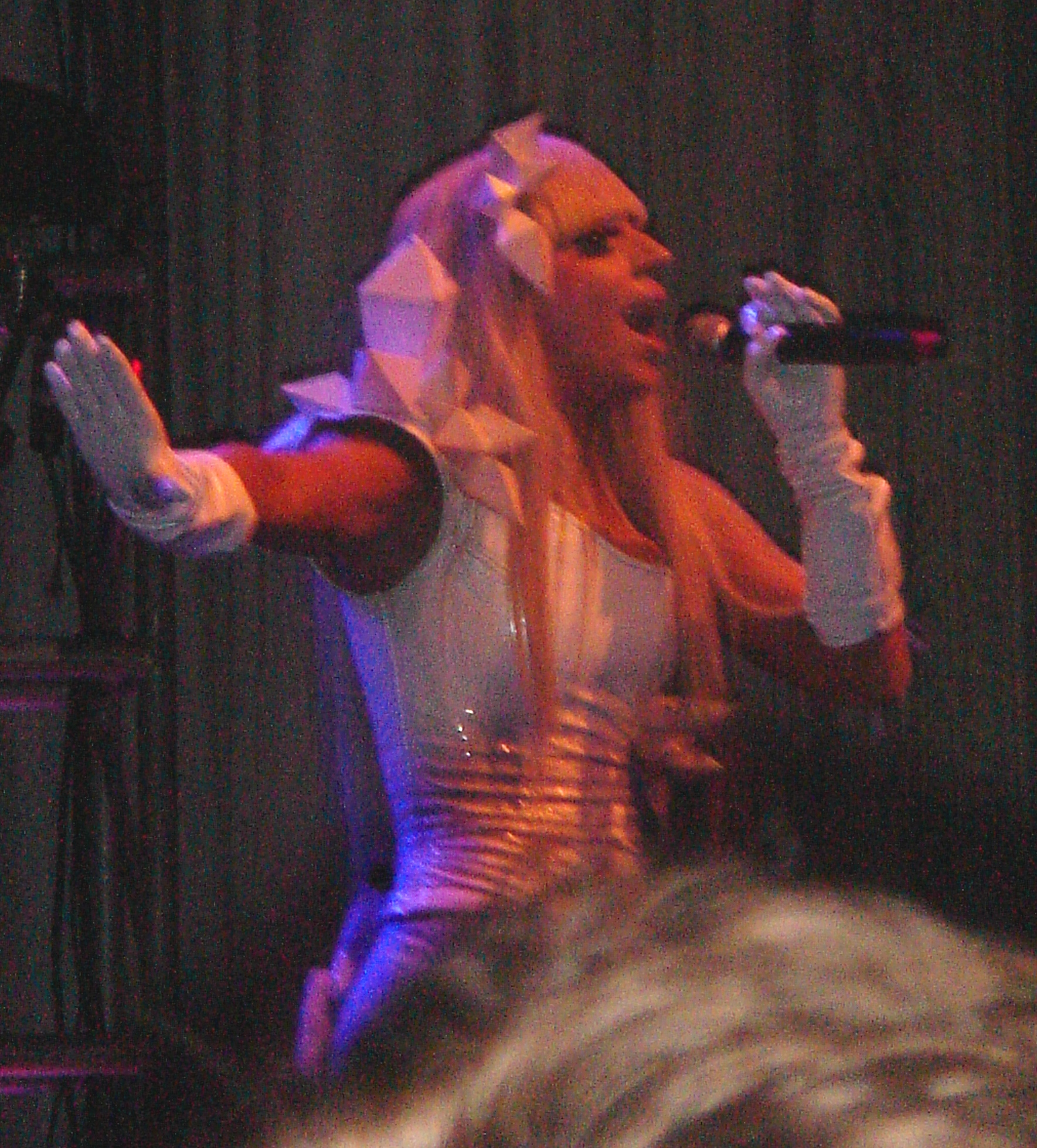
Виступ Гаги для радіо Z100's Jingle Ball в Нью-Йорку, 2007

У 2005 Гага записала дві пісні з хіп-хоп-співаком Grandmaster Melle Mel для аудіокниги дитячої новели Портал у парку. Тоді ж разом із друзями з Нью-Йоркського університету вона сформувала музичний гурт SGBand. Колектив виступав на концертах по всьому штату Нью-Йорк, представляючи клубну сцену даунтаунського Нижнього Іст-Сайду. У 2006 після проходження Вітрини нових піснярів Зали слави піснярів у Монтажній кімнаті в червні, шукачка нових талантів Венді Старленд представила Гагу музичному продюсеру Робу Фюзарі. Фюзарі почав співпрацювати з Гагою, яка щоденно навідувалася до нього у Нью-Джерсі, аби працювати над своїми піснями і створювати новий матеріал. Фюзарі заявив, що вони почали зустрічатися у травні 2006 і що він був першою людиною, яка назвала її «Леді Гагою», що було запозичено з пісні гурту Queen «Radio Ga Ga». Стосунки тривали до січня 2007-го. В той період вони створили такі пісні, як «Beautiful, Dirty, Rich», «Dirty Ice Cream» і «Disco Heaven».
Фюзарі й Гага сформували компанію Team Lovechild, LLC, яка мала допомогти у просуванні її кар'єри. Вони записали та спродюсували композиції в електропоп стилі, після чого надіслали їх до різних лейблів музичної індустрії. Голова виконавців та репертуарів лейблу Def Jam Recordings Джошуа Сарубін позитивно відповів на записи та після підтвердження від свого боса Антоніо «L.A.» Ріда у вересні 2006 підписав Гагу під Def Jam. Через три місяці її контракт анулювали і співачка повернулася до родинного будинку на Різдво. Вона почала виступати на необурлеск-шоу, що слугували для неї символом свободи. У цей час познайомилася з артисткою виступів Леді Старлайт, яка допомогла їй сформувати остаточний сценічний образ. Дует почав виступати на заходах у клубах даунтауну, таких як Mercury Lounge, The Bitter End та Rockwood Music Hall. Їх виступи називалися «Огляд Леді Гаги та Старлайт» і почали набувати слави під емблемою «основного рок-шоу попбурлеску», оскільки базувалися на виступах різних колективів 1970-х. Саме у ці дні Гага сформувала концепцію, яку пізніше висловила знаменитою фразою: «Я пишу пісні під сукні». Пізніше вона уточнила свій принцип: «Сукня виступає тут свого роду метафорою: я лише хочу сказати, що кожна моя пісня з'являється під все відразу: тобто, коли в моїй уяві вже формується її повне аудіо- і візуальне оформлення». У 2007 дует виступив на музичному фестивалі Lollapalooza.

Хоча спочатку Гага фокусувалася на авангардній електронній денс-музиці, з часом вона почала вводити у свої пісні попмелодії та стиль глем-року Девіда Бові й Queen. Співачка прокоментувала пізніше, що: 
|  | Мадонна, Queen і Бові стали для мене ключовим впливом. Коли я виступала в нью-йоркських клубах, багато лейблів вважали мене дуже театральною. Потім, коли я прослуховувалася для мюзиклів, продюсери говорили, що я надто попсова. Я не знала, що робити, поки не відкрила для себе Мадонну, Бові і Queen. Їхні пісні поєднували в собі поп і театр — і я побачила перед собою шлях уперед. |

Поки Гага й Старлайт виступати на сценах, Фюзарі продовжував розробляти пісні, створені з Гагою, та надсилати їх до продюсера Вінсента Герберта. У листопаді 2007 Герберт підписав Гагу до свого лейблу Streamline Records, підрозділу Interscope Records, створеного того ж місяця. Пізніше Гага назвала Герберта «людиною, яка розкрила її для світу». Оскільки під час стажування вона також працювала пісняркою-початківицею у Famous Music Publishing, Гага з часом змогла підписати угоду з Sony/ATV. В результаті її найняли писати пісні для Брітні Спірс, New Kids on the Block, Fergie та The Pussycat Dolls. У Interscope музикант Akon помітив Гагу та надихнувся її вокалом, після її студійного рекомендаційного вокального виконання однієї з його композицій. Akon переконав Джиммі Айовіна, голову та ГВД Interscope Geffen A&M, сформувати спільну угоду і підписати Гагу й під його власним лейблом KonLive, роблячи з неї свого «франшизного гравця».
У пізньому 2007 Гага познайомилася з піснярем і продюсером RedOne. Протягом тижня вони працювали у студії записів над її дебютним альбомом, для якого також підписали угоду з Cherrytree Records — штампом Interscope, який сформував продюсер і пісняр Мартін Кієрсценбаум; з ним Гага написала 4 пісні для своєї платівки. Пізніше Гага сказала, що хоча з того часу вона була офіційною підписаною виконавицею, все ж деякі радіостанції не хотіли приймати її, вважаючи її музику занадто «хитромудрою», «орієнтованою на денс-стиль» та «андерграундною» для сучасного мейнстримного радіо. Вона сказала їм тоді: «Мене звати Леді Гага, я роками була на музичній сцені, і я кажу вам: це буде майбутнім».

### 2008—2010: «The Fame» і «The Fame Monster»

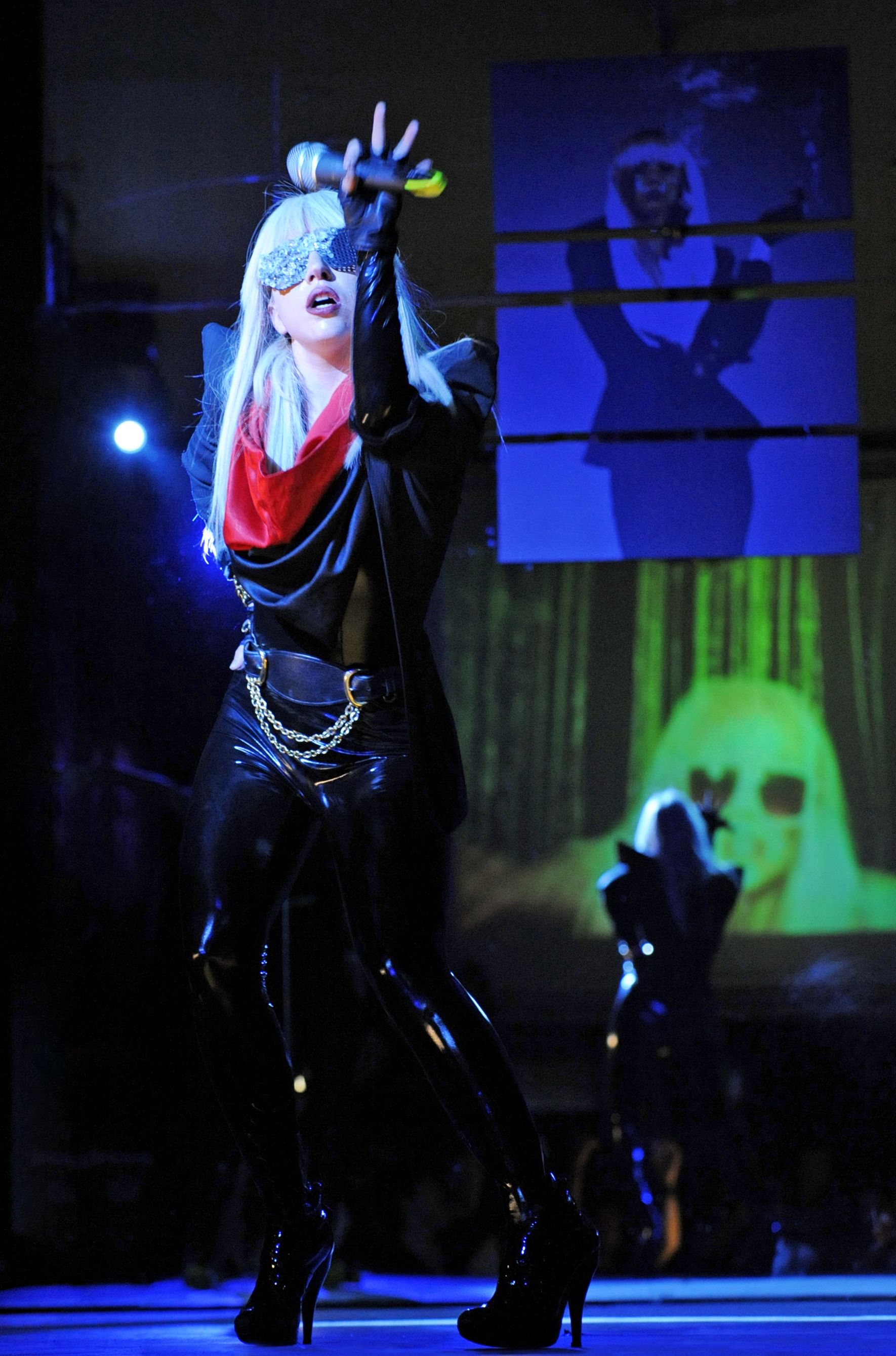
Виступ з піснею «Just Dance» у клубі Time Supper в Монреалі, 2008

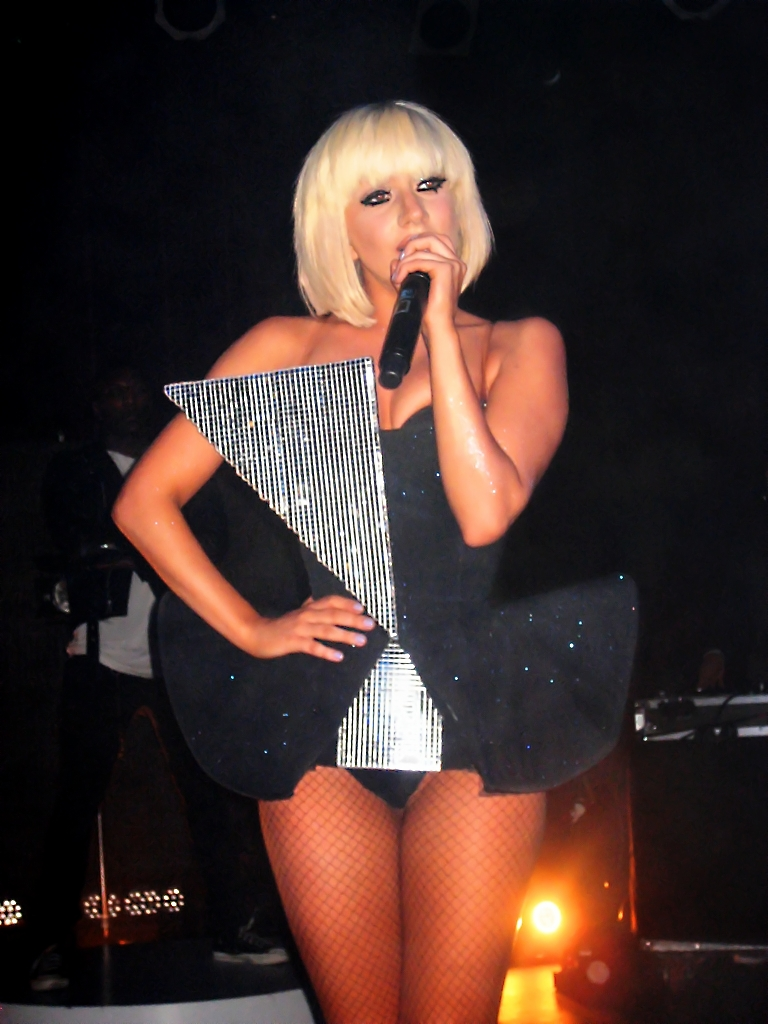
Виступ з піснею «Beautiful, Dirty, Rich» під час The Fame Ball Tour, 2009

Виступ з піснею «Monster» під час The Monster Ball Tour у Шарлотт, вересень 2010

До початку 2008 Гага переїхала до Лос-Анджелеса, аби повністю сфокусуватися на дебютному студійному альбомі «The Fame», і тоді ж сформувала власну творчу команду Haus of Gaga, змодельовану з Фабрики Енді Воргола. Альбом вийшов 19 серпня 2008 і досяг вершини музичних чартів Австрії, Канади, Ірландії, Швейцарії та Великої Британії, і увійшов у топ-5 Австралії та США. Перші два сингли, «Just Dance» і «Poker Face», досягли першого місця чартів США, Австралії, Канади й Великої Британії. Пізніше остання композиція стала світовим синглом-бестселером 2009 року з продажами у 9,8 мільйонів копій; сингл також провів рекордні 83 тижні на чарті Digital Songs журналу Billboard. Від альбому було випущено ще три сингли: пісні «Eh, Eh (Nothing Else I Can Say)», «LoveGame» і «Paparazzi». Остання композиція досягла першого місця чарту Німеччини. Ремікси всіх синглів, окрім композиції «Eh, Eh (Nothing Else I Can Say)», увійшли до мінізбірника «Hitmixes», який вийшов у серпні 2009. На 52-й церемонії нагородження Греммі альбом «The Fame» виграв у номінації Best Dance/Electronica Album, а сингл «Poker Face» — у Best Dance Recording.
Восени 2008 Гага провела свій перший концерт з реформованим гуртом New Kids on the Block, продовжуючи гастролювати з ними протягом місяця. У грудні 2008 співачка з'явилася в списку BBC Sound of 2009 в одному ряді з іншими висхідними зірками прийдешнього року. Після відкриваючих виступів турне гурту The Pussycat Dolls Doll Domination Tour в Європі й Океанії, Гага вирушила на гастролі своїм світовим турне The Fame Ball Tour з березня по вересень 2009. Під час туру вона написала 8 пісень для альбому «The Fame Monster» — перевидання платівки «The Fame». Ці пісні також увійшли у мініальбом, який вийшов 18 листопада 2009.
Перший сингл з «The Fame Monster», «Bad Romance», вийшов у жовтні 2009 і досяг першого місця чарту Канади й Великої Британії, і другого місця чарту США, Австралії та Нової Зеландії. Другим синглом стала композиція «Telephone», в якій присутня як запрошена вокалістка Бейонсе; пісня стала четвертим синглом Гаги у Великій Британії, який досяг там вершини UK Singles Chart. Третій сингл «Alejandro» досяг першого місця чарту Фінляндії, а католицька церква назвала музичне відео до пісні блюзнірським. І другий, і третій сингли досягли топ-5 чарту Billboard Hot 100. У квітні 2010 музичне відео до пісні «Bad Romance» стало найбільш переглянутим відео на YouTube, а в жовтні того ж року Гага стала першою людиною, відео якої було переглянуто понад мільярд разів. На церемонії нагородження 2010 MTV Video Music Awards співачка виграла у 8 категоріях з 13 номінацій, включаючи категорію Video of the Year за відеокліп до пісні «Bad Romance». Гага стала першою людиною за історію MTV Video Music Awards, яка отримала таку численну кількість номінацій за один рік, і стала першою жінкою, котра виграла відразу дві номінації у категорії Video of the Year на одній церемонії. На 53-й церемонії нагородження Греммі альбом «The Fame Monster» виграв у категорії Best Pop Vocal Album, а сингл «Bad Romance» — у категоріях Best Female Pop Vocal Performance і Best Short Form Music Video.
У 2009 Гага провела рекордні 150 тижнів на чарті UK Singles Chart та стала першою жінкою, пісні якої завантажили найбільшу кількість разів у США, маючи 11,1 мільйонів завантажень; цей рекорд увійшов до Книги рекордів Гіннеса. Станом на грудень 2017 альбоми «The Fame» і «The Fame Monster» продалися у понад 15 мільйонів копій по всьому світу. Такий успіх дозволив їй розпочати другий світовий тур, The Monster Ball Tour, і випустити збірку реміксів «The Remix», яка стала останньою платівкою у співпраці з лейблом Cherrytree Records та одним із альбомів-бестселерів з реміксами всіх часів. Турне The Monster Ball Tour проходило з листопада 2009 по травень 2011, а його прибутки становили $227,4 мільйонів, роблячи його найприбутковішим дебютним концертним турне будь-якого виконавця. Концерти у комплексі Медісон-сквер-гарден були записані телеканалом HBO для спеціальної телепрограми Lady Gaga Presents the Monster Ball Tour: At Madison Square Garden. Гага також виступила із піснями зі своїх альбомів на 2009 Royal Variety Performance, 52-й церемонії нагородження Греммі та на церемонії нагородження 2010 BRIT Awards. Перед смертю Майкла Джексона Гага мала взяти участь у його скасованих концертах This Is It у комплексі О2 Арена в Лондоні.
У 2009—2010 Гага також почала займатися підприємництвом, залучаючись до співпраці з компанією по виробництву електроніки Monster Cable Products, аби створити інкрустовані прикрасами навушники-вкладиші Heartbeats by Lady Gaga. Гага співпрацювала з компанією Polaroid, стаючи їх творчою директоркою і випускаючи у січні 2010 набір продуктів для фотографування Grey Label. Її минула співпраця з колишнім музичним продюсером і партнером Робом Фюзарі призвела до того, що її виконавча команда Mermaid Music LLC отримала повістку в суд. У той же час у співачки було діагностовано ранню стадію системного червоного вовчака; публічно було повідомлено, що у Гаги не присутні зовнішні симптоми захворювання.

### 2011—2014: «Born This Way», «Artpop» і «Cheek to Cheek»

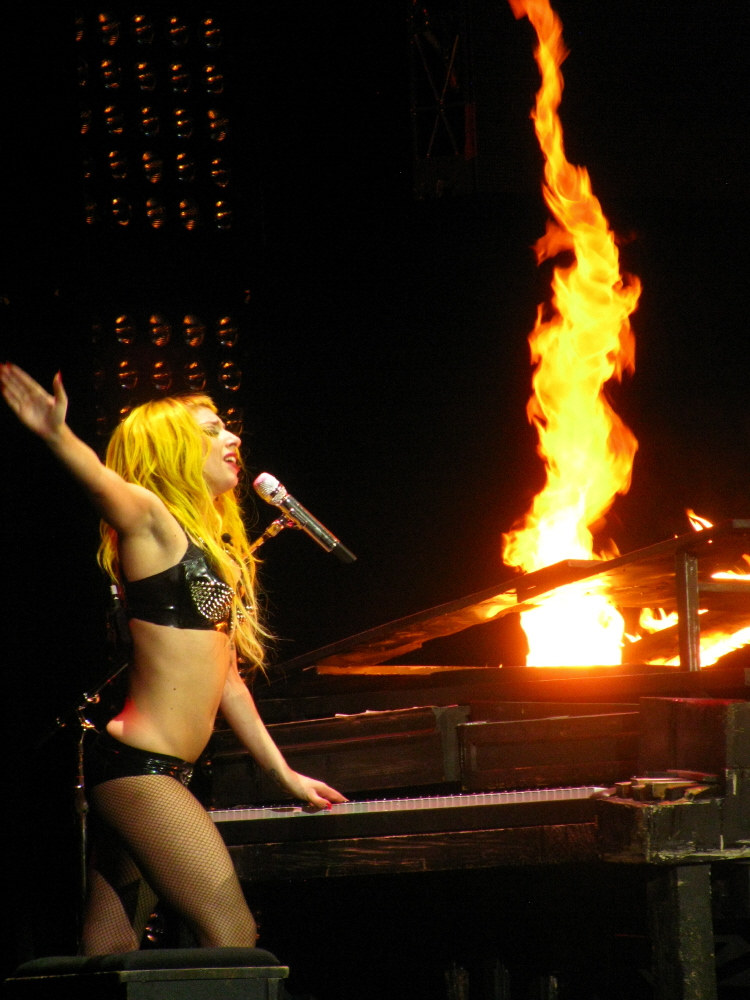
Виступ з піснею «Speechless» під час The Monster Ball Tour у Торонто, березень 2011

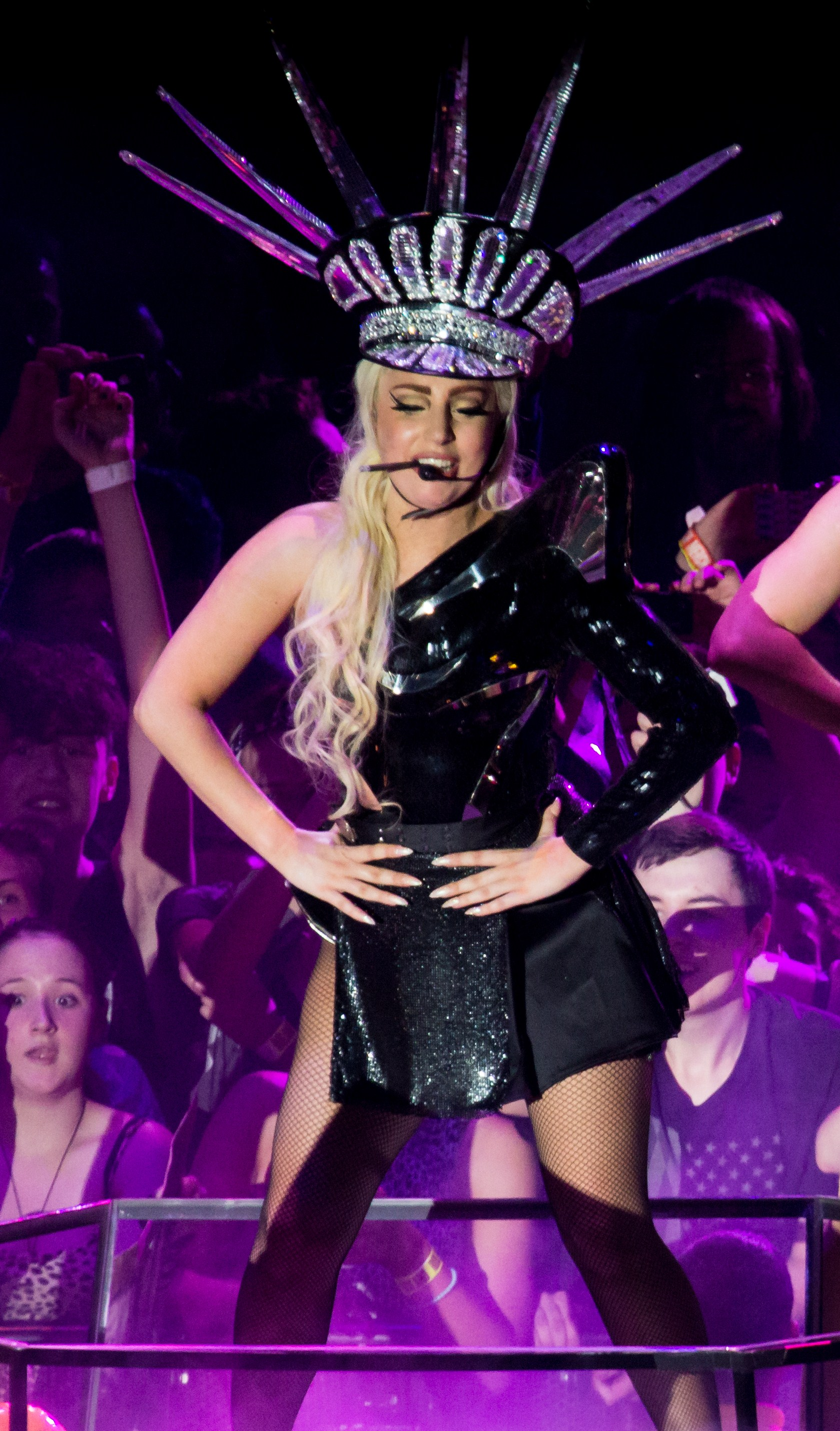
Виступ з піснею «LoveGame» під час The Born This Way Ball Tour у Манчестері, вересень 2012

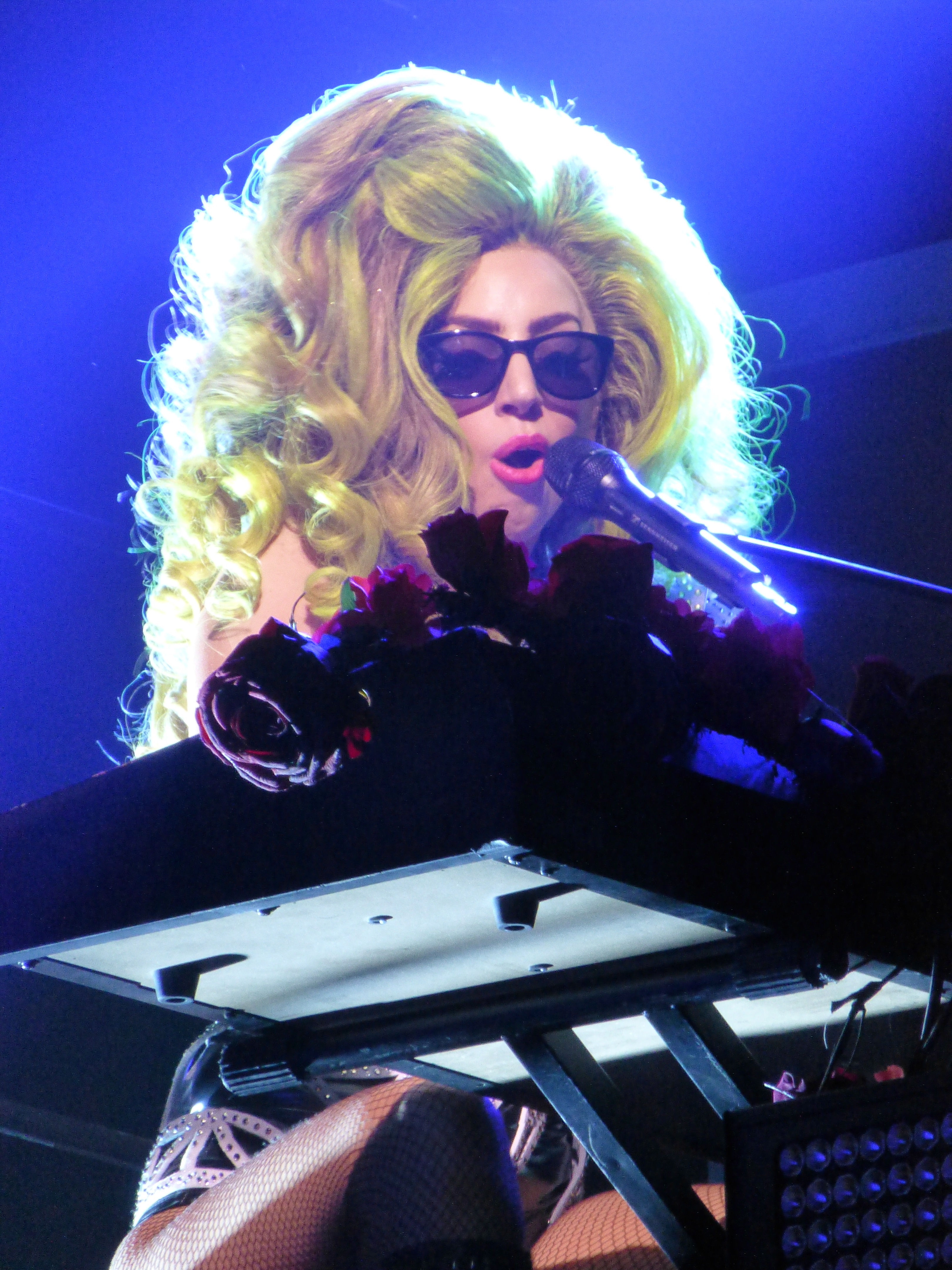
Виступ у нью-йоркській Бальній залі Роузленд, квітень 2014

У лютому 2011 вийшов провідний сингл з другого однойменного студійного альбому Гаги — «Born This Way». За 5 діб пісня продалася у понад мільйон копій, стаючи рекордом у Книзі рекордів Гінесса під описом найшвидшого у продажах синглу в iTunes. Пісня дебютувала на вершину чарту Billboard Hot 100, ставши тисячним треком, який посів перше місце цього чарту в історії журналу Billboard. Другий сингл від платівки «Judas» вийшов у квітні 2011, а третій, «The Edge of Glory», у травні 2011. Обидві композиції досягли топ-10 чартів США й Великої Британії.

Вирізане лице співачки на обкладинці альбому на Spotify

Платівка «Born This Way» вийшла 23 травня 2013 і дебютувала на вершину чарту Billboard 200 з продажами понад 1,1 мільйон копій за перший тиждень від релізу. Станом на жовтень 2017 альбом продався у понад 8 мільйонів копій по всьому світу й отримав три номінації на Греммі, включаючи третю послідовну номінацію Гаги у категорії Album of the Year. Четвертим синглом альбому стала композиція «Yoü and I», а п'ятим — пісня «Marry the Night», які досягли 6-го та 29-го місця чарту Billboard 200, відповідно. У квітні 2012 співачка розпочала гастролі турне Born This Way Ball, яке мало завершитися у березні наступного року, проте через потребу у хірургічному втручанні внаслідок пошкодження хряща навколо кульшової западини стегна турне закінчилося на місяць раніше. В той час як відшкодування скасованих концертів коштувало приблизно $25 мільйонів, загальні прибутки від турне по всьому світі становили $183,9 мільйонів.
У 2011 Гага співпрацювала з джаз-співаком Тоні Беннеттом над джаз-версією пісні «The Lady Is a Tramp», з Елтоном Джоном над піснею-саундтреком «Hello Hello» для анімаційного фільму Гномео та Джульєта і з тріо The Lonely Island і Джастіном Тімберлейком над піснею «3-Way (The Golden Rule)». Співачка провела концерт у сіднейській мерії в Австралії для промоушену альбому «Born This Way» та для відзначення 65-го дня народження колишнього президента США Білла Клінтона. У листопаді 2011 Гага взяла участь у спеціальній телепрограмі до Дня подяки під назвою A Very Gaga Thanksgiving, котру переглянуло 5,7 мільйонів американських телеглядачів, і після якого співачка випустила свій четвертий мініальбом «A Very Gaga Holiday». У 2012 Гага з'явилася в анімованому камео в епізоді серіалу Сімпсонів «Lisa Goes Gaga», у документальних фільмах The Zen of Bennett та Katy Perry: Part of Me і випустила свій перший парфум Lady Gaga Fame; другий парфум Eau de Gaga вийшов у світовий продаж у 2014.
На початку 2012 Гага почала працювати над третім студійним альбомом «Artpop» під час гастролів з туром Born This Way Ball; за задумом вона намагалася відтворити в альбомі «ніч у клубі». У серпні 2013 вона випустила перший сингл від платівки «Applause», який досяг першого місця чарту Угорщини, четвертого місця чарту США й п'ятого місця чарту Великої Британії. Відео до пісні «Aura» вийшло у жовтні 2012 і акомпанувало фільм Роберта Родрігеса Мачете вбиває, в якому Гага грає вбивцю на ім'я Ла Хамеліон. Кінострічка отримала негативні рецензії кінокритики і принесла менший прибуток, ніж половина бюджету, який становив $33 мільйони. Другий сингл від альбому «Artpop» — пісня «Do What U Want» із запрошеним вокалом R. Kelly — вийшов у жовтні 2013 та досяг вершини чарту Угорщини та 13 місця чарту США. Платівка «Artpop» вийшла у листопаді 2013 та отримала змішану музкритику. Гелен Браун з Daily Telegraph розкритикувала Гагу за ще один альбом про її славу і піддала сумніву оригінальність матеріалу, але назвала платівку «чудовою для танців». Платівка дебютувала на вершину чарту Billboard 200 та до липня 2014 продалася у понад 2,5 мільйонів копій по всьому світі. Третій сингл від альбому, «G.U.Y.», вийшов у березні 2013 та досяг 76 місця чарту Billboard Hot 100.
У листопаді 2013 Гага взяла участь в епізоді телепрограми Saturday Night Live, виконавши пісні «Do What U Want» і «Gypsy». Після проведення другої спеціальної телепрограми до Дня подяки на каналі ABC, Lady Gaga and the Muppets Holiday Spectacular, Гага виконала спеціальну версію пісні «Do What U Want» з Крістіною Агілерою в епізоді п'ятого сезону американського реаліті-шоу The Voice. У березні 2014 співачка дала 7-денний останній концерт нью-йоркської Бальної зали Роузленд перед її закриттям 7 квітня 2014. Через два місяці співачка розпочала турне ArtRave: The Artpop Ball, побудоване на концепті її промо-заходу ArtRave. Збираючи $83 мільйонів, турне включало міста зі скасованим маршрутом її попереднього турне Born This Way Ball. У цей період Гага розійшлася зі своїм менеджером Троєм Картером через «творчі розбіжності». У червні 2014 вона почала працювати з новим менеджером Боббі Кемпбеллом, з яким приєдналася до Artist Nation, творчого управлінського відділу компанії Live Nation Entertainment. Гага виконала невелику роль у фільмі Родрігеса Місто гріхів 2: Жінка, заради якої варто вбивати і стала обличчям італійської компанії Versace на період весни-літа 2014, просуваючи кампанію Lady Gaga For Versace.
У вересні 2014 співачка випустила спільний з Тоні Беннеттом джаз-альбом «Cheek to Cheek». Натхнення на створення альбому Гага отримала від дружби з Беннеттом і захоплення джаз-музикою з дитинства. Перед релізом платівки було випущено два сингли: «Anything Goes» та «I Can't Give You Anything but Love». Сама платівка переважно отримала позитивні рецензії та оцінки; Каролайн Салліван із The Guardian похвалила вокал Гаги, а Говард Райх з Chicago Tribune написав: «'Cheek to Cheek' подає якісний матеріал, від самого початку до кінця». Альбом став третім послідовним записом співачки, який досяг вершини чарту Billboard 200, а також виграв Греммі у категорії Best Traditional Pop Vocal Album. Дует записав та випустив концертний виступ Tony Bennett and Lady Gaga: Cheek to Cheek Live!; з грудня 2014 по серпень 2015 проходив тур Cheek to Cheek Tour.

### 2015—2017: «Американська історія жаху», «Joanne» і виступи на Супербоулі

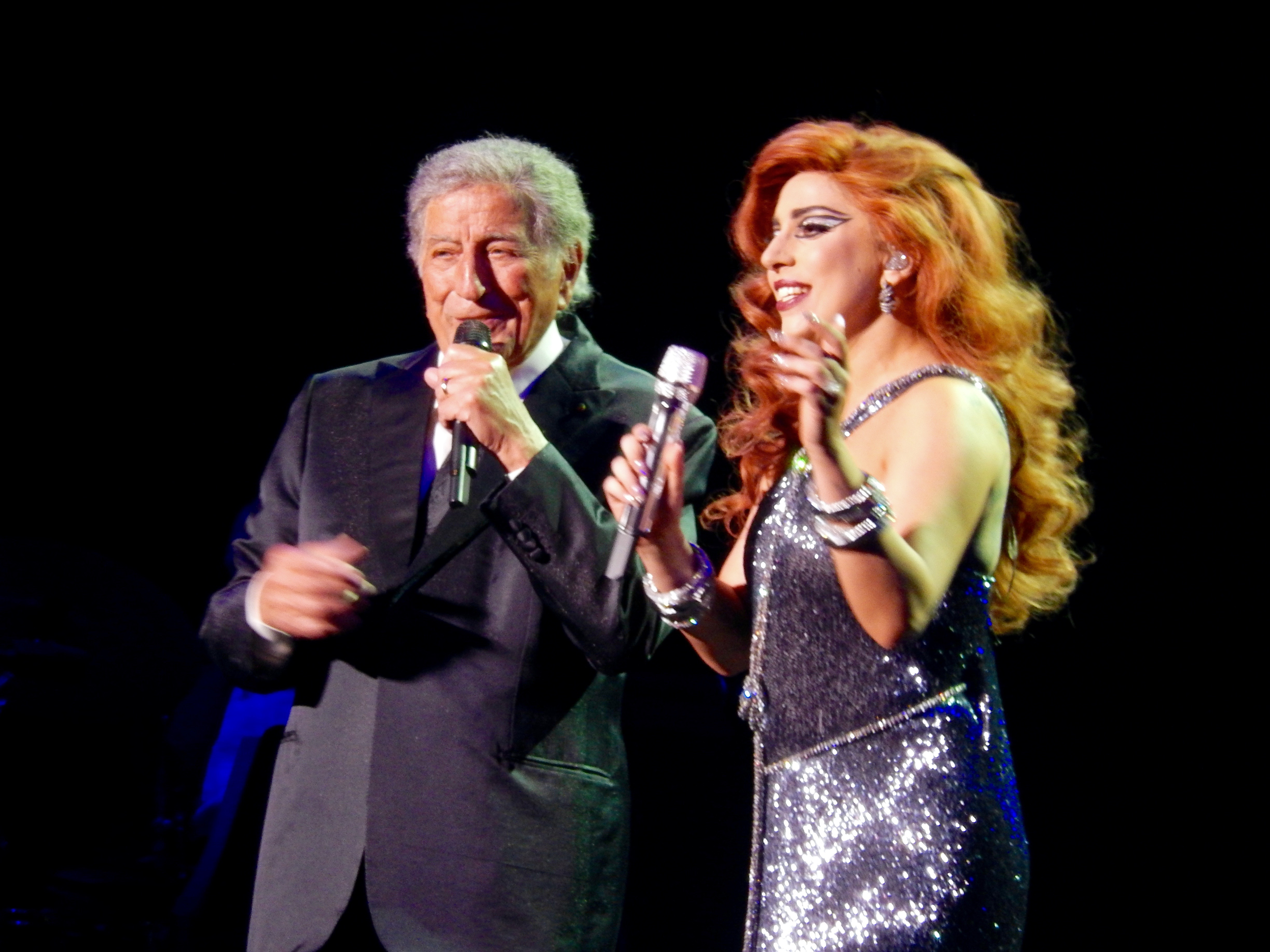
Виступ з Тоні Беннеттом під час Cheek to Cheek Tour у Лас-Вегасі, квітень 2015

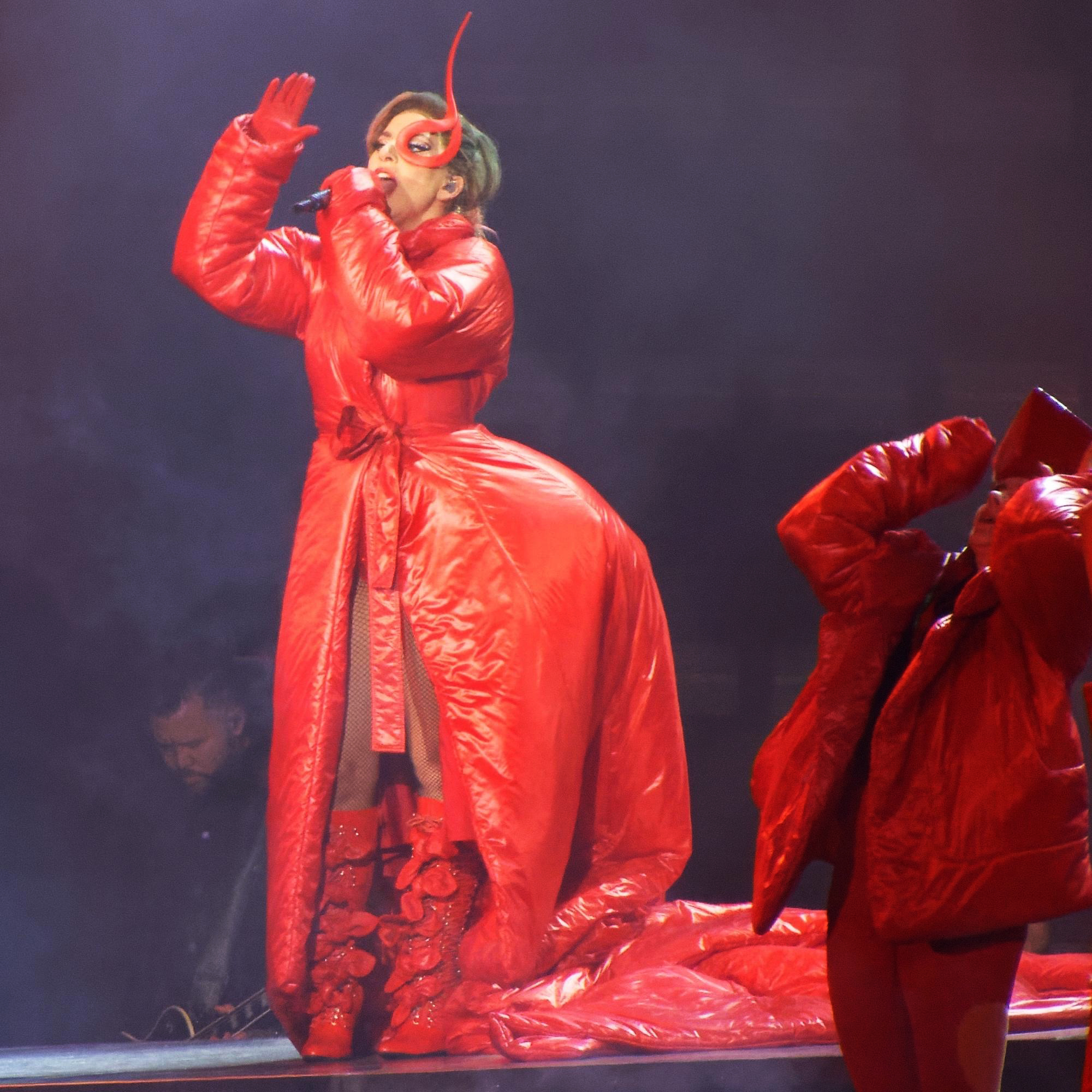
Виступ з піснею «Bloody Mary» під час Joanne World Tour у Такомі, серпень 2017

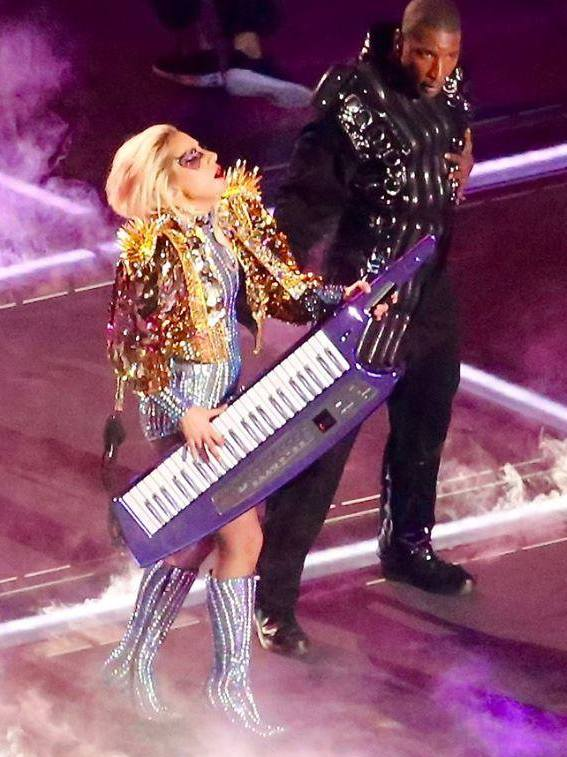
Виступ з піснею «Just Dance» на шоу Супербоула LI, лютий 2017

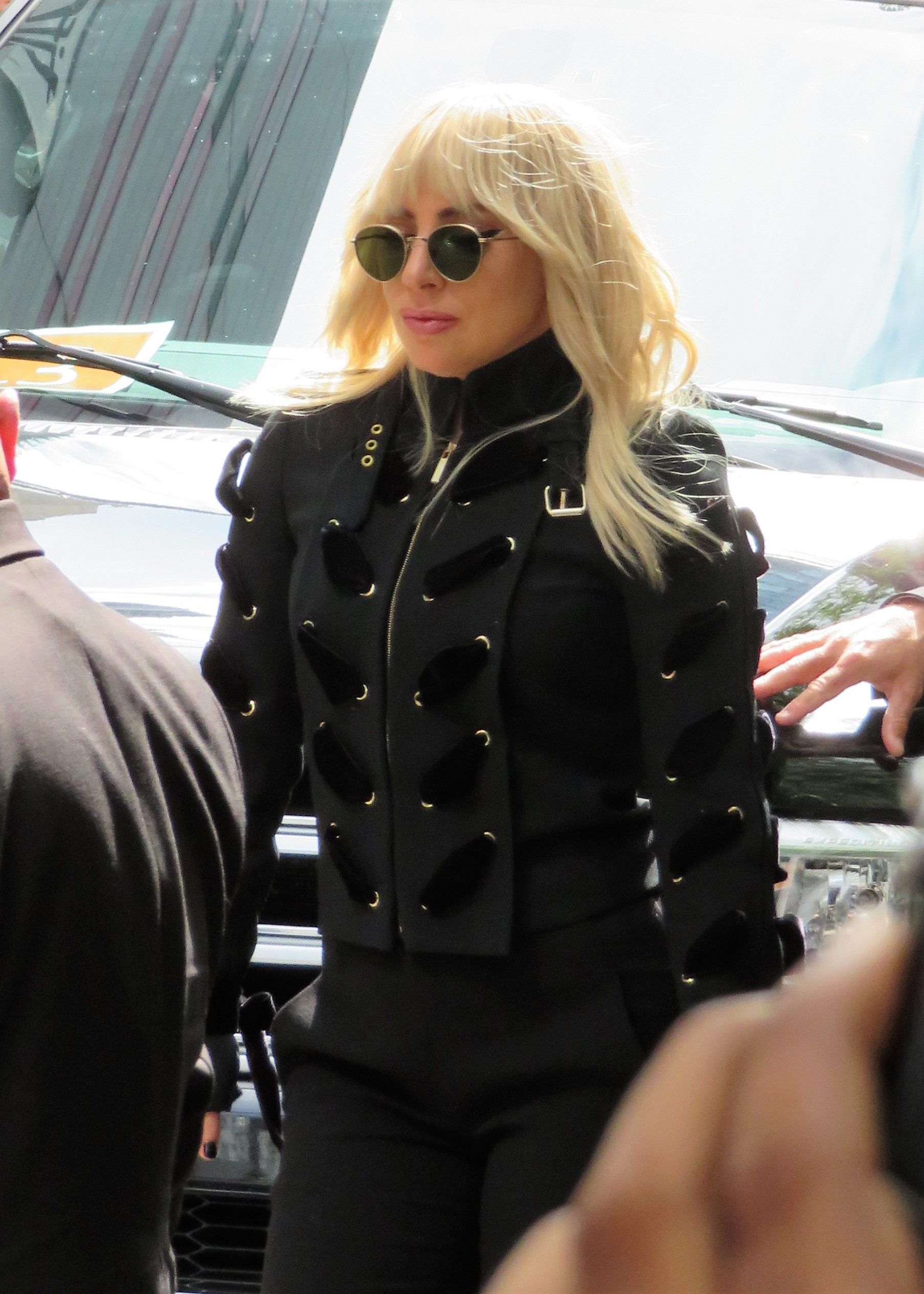
Перед пресконференцією до прем'єри документального фільму Five Foot Two на Міжнародному кінофестивалі у Торонто 2017

Після того, як альбом «Artpop» був прийнятий без гарячого ентузіазму, Гага почала перебудовувати свій імідж і стиль. Відповідно до журналу Billboard, ця зміна почалася з випуском платівки Cheek to Cheek й уваги, яку Гага отримала внаслідок свого виконання на 87-й церемонії врученні Оскара, заспівавши медлі пісень з музичного фільму Звуки Музики в данину Джулії Ендрюс. Це виконання спровокувало понад 214,000 взаємодій у хвилину на Facebook, а журнал Billboard назвав цей виступ одним із найкращих за кар'єру співачки. Разом з Даяною Воррен Гага написала пісню «Til It Happens to You» для документального фільму The Hunting Ground, за яку вони виграли нагороду Satellite Award у категорії Best Original Song та номінацію на Оскар у тій же категорії. У 2015 на щорічній церемонії нагородження Annual Songwriters Hall of Fame Awards співачка виграла нагороду Woman of the Year та Contemporary Icon Award.
У 2015 Гага отримала першу головну роль у п'ятому сезоні американського горор-телесеріалу Американська історія жаху під назвою Готель, де грала власницю готелю Елізабет. У 2015 вона виграла у категорії Best Actress in a Miniseries or Television Film на 73-й церемонії вручення «Золотий глобус». У 2015 Гага з'явилася у модо-орієнтованому фільмі Ніка Найта для весняної кампанії 2016 Тома Форда. У січні 2016 стала запрошеною редакторкою 99-го випуску модного журналу V, який мав 16 різних обкладинок. На церемонії нагородження Моди Лос-Анджелеса Гага отримала нагороду Editor of the Year.
У лютому 2016 Гага виконала національний гімн США на Супербоулі 50. У тому ж місяці разом з Intel і Найлом Роджерсом вона виступила для ушанування пам'яті Девіда Бові на 58-й церемонії нагородження Греммі. 28 лютого 2016 Джо Байден представив співачку на сцені 88-й церемонії нагородження «Оскаром», на якій разом із 50 жертвами сексуального насильства Гага виконала пісню «Til It Happens to You». У квітні 2016 Музей Греммі нагородив співачку званням Artist Award на церемонії нагородження Jane Ortner Education Awards, котра визнає митців, які продемонстрували пристрасть і відданість у навчанні через мистецтво.
Гага зіграла роль відьми Скатек у шостому сезоні горор-серіалу Американська історія жаху: Роенок, який транслювався з вересня по листопад 2016. Її попередня роль у п'ятому сезоні вплинула на її майбутню музику, спонукаючи її до «залучення темряви у мистецтво». У вересні 2016 співачка випустила провідний сингл до нового альбому — «Perfect Illusion», який досяг першого місця чарту Франції та 15 місця чарту США. П'ятий студійний альбом «Joanne», названий на честь тітки Гаги, яка надихнула співачку на створення пісень до нової платівки, вийшов у жовтні 2016. Альбом став четвертим записом Гаги, який досяг вершини чарту Billboard 200; це зробило її першою жінкою у 2010-му десятиріччі, яка мала чотири альбоми, що досягли першого місця альбомного чарту США. Другий сингл від альбому, «Million Reasons», вийшов наступного місяця та досяг 4 місця чарту Billboard Hot 100. Альбом «Joanne» і пісня «Million Reasons» були номіновані на Греммі у категоріях Best Pop Vocal Album та Best Pop Solo Performance, відповідно. У жовтні 2016 для промоушену альбому співачка провела 3-денне турне Dive Bar Tour.
5 лютого 2017 Гага виступила хедлайнеркою шоу під час перерви Суперкубка LI. Для її виступу було залучено групу зі сотні світлових безпілотників, які формували різні форми над г'юстонським стадіоном NRG-Стедіум; це був перший прецедент, коли роботизовані літаки з'явилися у програмі Суперкубка. Її виступ дивилося 117,5 мільйонів глядачів у США, що перевищило перегляд самої гри (113,3 мільйонів глядачів). Виступ призвів до сплеску завантажень пісень Гаги у 410,000 нових цифрових завантажень по США, а також заробив для неї номінацію на «Еммі» у категорії Outstanding Special Class Program. Канал CBS Sport назвав її виступ другим найкращим виконанням в історії Супербоул. У квітні 2017 Гага стала хедлайнеркою Фестивалю музики та мистецтв в долині Коачелла. Вона також випустила самостійний сингл «The Cure», який досяг топу-10 в Австралії та Франції. У серпні 2017 співачка розпочала турне Joanne World Tour, який оголосила після виступу на шоу Супербоулу LI. Створення альбому «Joanne» і підготовки до виступу на Супербоулі LI були зняті й випущені в документальному фільмі Gaga: Five Foot Two, прем'єра якого відбулася у вересні 2017 на каналі Netflix. Під час фільму було розкрито, що співачка страждає від хронічного болю, що пізніше було пояснено наявністю у неї фіброміалгії. Це стало причиною скасування останніх 10 концертів турне Joanne World Tour, котре загально принесло $95 мільйонів і продало понад 842,000 квитків.

### 2018: «Народження зірки», «Enigma» та шостий студійний альбом

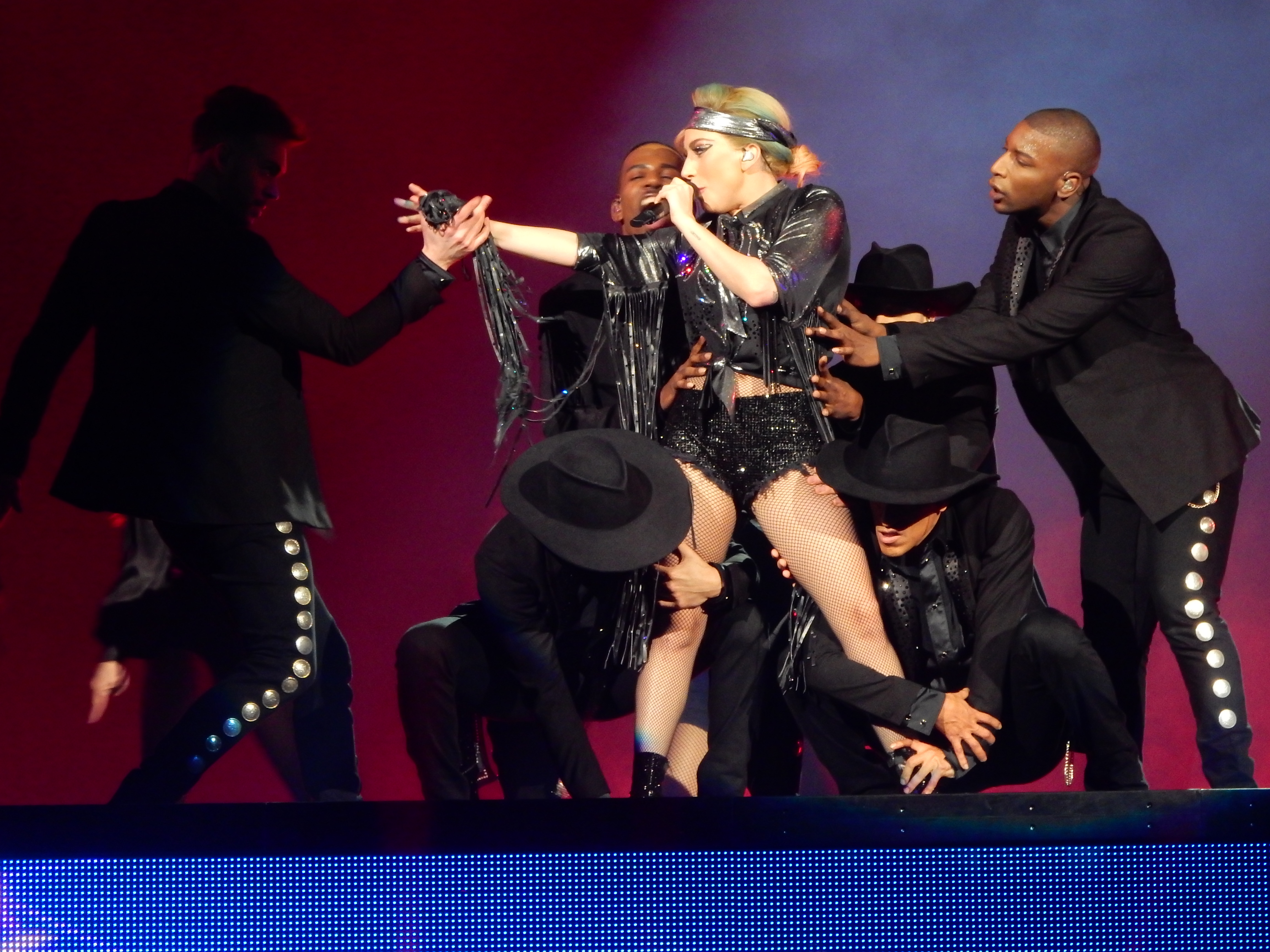
Виступ з піснею «Poker Face» під час Joanne World Tour у Бірмінгемі, січень 2018

На червоному килимі Міжнародного кінофестивалю у Торонто 2018, вересень 2018

У березні 2018 Гага підтримала демонстрацію і загальнонаціональну акцію на підтримку більш жорсткого контролю над стрілецькою зброєю Марш за наші життя у Вашингтоні та випустила кавер-версію пісні Елтона Джона «Your Song» для його триб'ют-альбому «Revamp». Того ж року Гага зіграла роль 30-річної співачки Еллі, яка бореться з проявленням свого таланту, у схваленому критиками дебютному фільмі Бредлі Купера «Народження зірки», який є переробкою однойменного кінофільму 1937 року. Стрічка показує стосунки Еллі зі співаком Джексоном Майном (зіграного Купером), які стають холодними після того, як її власний успіх починає затьмарювати його. Гага прокоментувала, що погодилася працювати над проєктом, оскільки була шанувальницею робіт Купера, а також через те, що їй сподобалось зображення депресії та залежності від згубних речовин. Купер підійшов до неї з пропозицією співпраці після перегляду її виконання на заході збору коштів для досліджень ракових захворювань. Прем'єра фільму Народження зірки відбулася у серпні 2018 на 75-му Венеційському міжнародному кінофестивалі, а у жовтні кінострічка вийшла у світові кінотеатри. Пітер Бредшоу з The Guardian назвав фільм «обурливо якісним для перегляду» й написав, що «здібність Гаги бути частково звичайною людиною і частково позаземною знаменитістю вражає до найвищих рівнів». Стефані Захарек із Time схоже підкреслила її «разюче виконання» і схвалила її харизматичність без звичного макіяжу, перук і костюмів.
Гага й Купер написали та спродюсували більшість пісень-саундтреків до фільму Народження зірки, які, за її наполяганням, були записані при живому виконані під час зйомок фільму. У вересні 2018 вийшов провідний сингл з альбому саундтреків «Shallow», який досяг вершини чартів Австралії, Австрії, Ірландії, Нової Зеландії, Швеції, Швейцарії, Великої Британії та п'ятого місця чарту США. Реліз альбому саундтреків збігся з виходом фільму; платівка містить 34 треки, включаючи 19 оригінальних композицій. Матеріал у цілому отримав позитивні рецензії від музичної критики; Марк Кеннеді з The Washington Post назвав альбом «п'ятизірковим дивом», а Бен Бомант-Томас із The Guardian прозвав його «миттєвою класикою від Гаги зі всією її емоційною силою». Комерційно альбом дебютував на вершину чарту США, роблячи Гагу першою жінкою у 2010-му десятиріччі із 5 альбомами, що досягли першого місця чарту Billboard 200, перебиваючи минулий рекорд, встановлений Тейлор Свіфт. Додатково платівка досягла вершин чартів Австралії, Канади, Ірландії, Нової Зеландії, Швейцарії та Великої Британії.
У 2018 Гага оголосила про свою дворічну концертну резиденцію під назвою Lady Gaga Enigma у Готелі Монте Карло в Лас-Вегасі, у якій з грудня 2018 розпочнуться її концерти. У 2018 вона також почала працювати над шостим студійним альбомом; у студіях співачка співпрацювала з такими музичними продюсерами, як Boys Noize, DJ White Shadow, BloodPop і Sophie.

### 2020: Chromatica
Шостий студійний альбом Гаги Chromatica вийшов 29 травня 2020 року і отримав позитивні відгуки. Він дебютував на вершині американських хіт-парадів, ставши її шостим поспіль альбомом номер один в країні, і досяг перших місць у більш ніж дюжині інших територій, включаючи Австралію, Канаду, Францію, Італію та Велику Британію. Chromatica передували два сингли: "Stupid Love" (28 лютого 2020 року) та "Rain on Me" з Аріаною Гранде (22 травня). Останній отримав нагороду за найкращий поп-дует/групове виконання на 63-й щорічній церемонії вручення премії «Греммі» і дебютував на першому місці в США, зробивши Гагу третьою особою, яка очолювала хіт-паради країни в 2000-х, 2010-х і 2020-х роках. На церемонії вручення нагород MTV Video Music Awards 2020 Гага отримала п'ять нагород, включаючи першу премію Tricon Award, яка нагороджує артистів, досягнутих у різних сферах індустрії розваг. У вересні 2020 року вона з'явилася у відеокампанії для аромату Valentino Voce Viva, заспівавши урізану версію треку Chromatica "Sine from Above" разом з групою моделей.

## Мистецький стиль

### Впливи
Гага росла, слухаючи таких виконавців, як Майкл Джексон, гурти Beatles і Queen, Стіві Вандера, Брюса Спрінгстіна, Pink Floyd, Мераю Кері, Grateful Dead і Led Zeppelin, Вітні Г'юстон, Елтона Джона, гурти Blondie й Garbage; всі вони вплинули на її майбутню музичну діяльність. Натхненням для Гаги стали такі денс-поп-співаки, як Мадонна й Майкл Джексон, а також представники глем-року Девід Бові і Фредді Мерк'юрі. На співачку вплинули театральність попмистецтва Енді Воргола, а її власне концертне виконання сягає корінням у театральні мюзикли. Гагу прирівнювали до Мадонни, яка висловлювалася, що бачить саму себе у відображенні Гаги. Гага неодноразово казала, що прагне провести революцію у попмузиці так само, як це колись зробила Мадонна. Співачка також посилалася на такі геві-метал-гурти, як Iron Maiden та Black Sabbath, у якості натхнення на свої роботи. Вона назвала Бейонсе ключовим натхнення для себе у побудові музичної кар'єри.
Матір Гаги сприяла її інтересу до моди, котру співачка вважає важливим елементом впливу на свою роботу і яку завжди інтегрує з власною музикою. Стилістично Гагу прирівнювали до Лі Бовері, Ізабелли Блоу й Шер; одного разу вона прокоментувала, що у дитинстві захоплювалася модним стилем Шер і переробила його під себе. Гага вважає Донателлу Версаче своєю музою та назвала англійського модельєра Александра Макквіна важливим джерелом натхнення. Версаче, у свою чергу, називає Леді Гагу «свіжою Донателлою». З дитинства Гага захоплювалася принцесою Діаною, яку також вважає важливим джерелом натхнення.
Співачка назвала «справжнім натхненням» індійського прихильника альтернативної медицини Діпака Чопру, а також цитувала на своєму Twitter книжку індійського лідера Ошо Творчість. Гага казала, що роботи Ошо навчили її цінувати бунтівництво через творчість і рівноцінність.
У кінці 2022 року Гага повторила танець Венздей Аддамс, який запостила у Instagram Story під свій трек Bloody Mary.

### Музичний стиль

«Скривавлений» виступ під час турне Monster Ball Tour у травні 2010 в Лондоні

Протягом своєї музичної кар'єри Гага часто змінювала й експериментувала з підходом до створення пісень, а музична критика ретельно аналізувала її музичний і виконавчий стиль. Співачка коментувала, що постійне перевинаходження себе є формою «набуття свободи», до якої її тягнуло із самого дитинства. Її контральто розтягується від Сі бемоль великої октави до Сі другої октави. Її вокальний стиль регулярно змінювався; співачка коментувала, що пісні в альбомі «Born This Way» є «вокально більш схожим на те, що я зазвичай могла подати». У підсумуванні її голосу журнал Entertainment Weekly написав: «Поза її використанням вокалу знаходиться величезний емоційний інтелект. Вона майже ніколи не перебільшує в піснях зі своїми вокальними здатностями, знаючи, що артистизм приховується не в легеневих силах, а в знанні вокальних нюансів».
Каміл Паглія із The Sunday Times назвала пісні Гаги «поверхневими», в той час як Еван Сауді з PopMatters написав, що «їй вдається майже без будь-якого зусилля примусити тебе рухатися та танцювати». Гага вірить, що «вся гарна музика може бути зіграна на піаніно і все ще звучати як хіт». У 2010 музичний журналіст Саймон Рейнолдс написав: «Все, що пов'язано з Гагою, прийшло з електроклешу, окрім її музики, яка не зовсім нагадує 1980-ті, хоча й має безжальні поп елементи з Auto-Tune, які легко запам'ятовуються, і впорядковані удари у R&B-стилі».
Пісні Гаги покрили широке розмаїття тематик: композиції «The Fame» описують пристрасність до способу життя знаменитості, тоді як наступний альбом «The Fame Monster» зображує темні сторони слави через метафору 'монстра'. Альбом «The Fame» створений у стилі електропоп і денс-поп, а на його композиції вплинули пісні попмузики 1980-х і європопу 1990-х. Пісні «The Fame Monster» базуються на арена-глем 1970-х, диско-музиці гурту ABBA й денс-попі Stacey Q. Тексти пісень альбому «Born This Way» написані англійською, французькою, німецькою та іспанською і досліджують властиві для Гаги дискусійні тематики, такі як секс, кохання, релігія, гроші, наркотики, ідентичність, визволення, сексуальність, свобода й індивідуалізм. Платівка також додала до репертуару співачки нові жанри, такі як електро-рок та техно.
Тематики альбому «Artpop» обертаються навколо особистих поглядів Гаги на славу, кохання, секс, фемінізм, самопосилення, подолання згубних звичок і реакції на критику зі сторони ЗМІ. Журнал Billboard описує платівку «Artpop» як «зв'язну R&B, техно, диско та рок-музику». З альбомом «Cheek to Cheek» співачка зайшла у жанр джаз-музики. Платівка «Joanne» розширила її творчість до таких музичних напрямків, як кантрі, фанк, поп, денс, рок, електронік та фольк; тексти пісень базуються на особистому житті Гаги. Жанри альбому саундтреків «Народження зірки» включають блюз-рок, кантрі та баблгам-поп. Журнал Billboard написав, що лірично пісні сфокусовані на тематиці прагнення змін, кохання, романтики та прив'язаності до іншої людини; журнал також описує музику як «нестаріючу, емоційну, хоробру та серйозну. Вони звучать як пісні, які написані авторами, котрі, будучи повністю чесними, дуже проблематичні, але все-таки здатні добратися до серцевини свого слухача».

### Відео й концерти

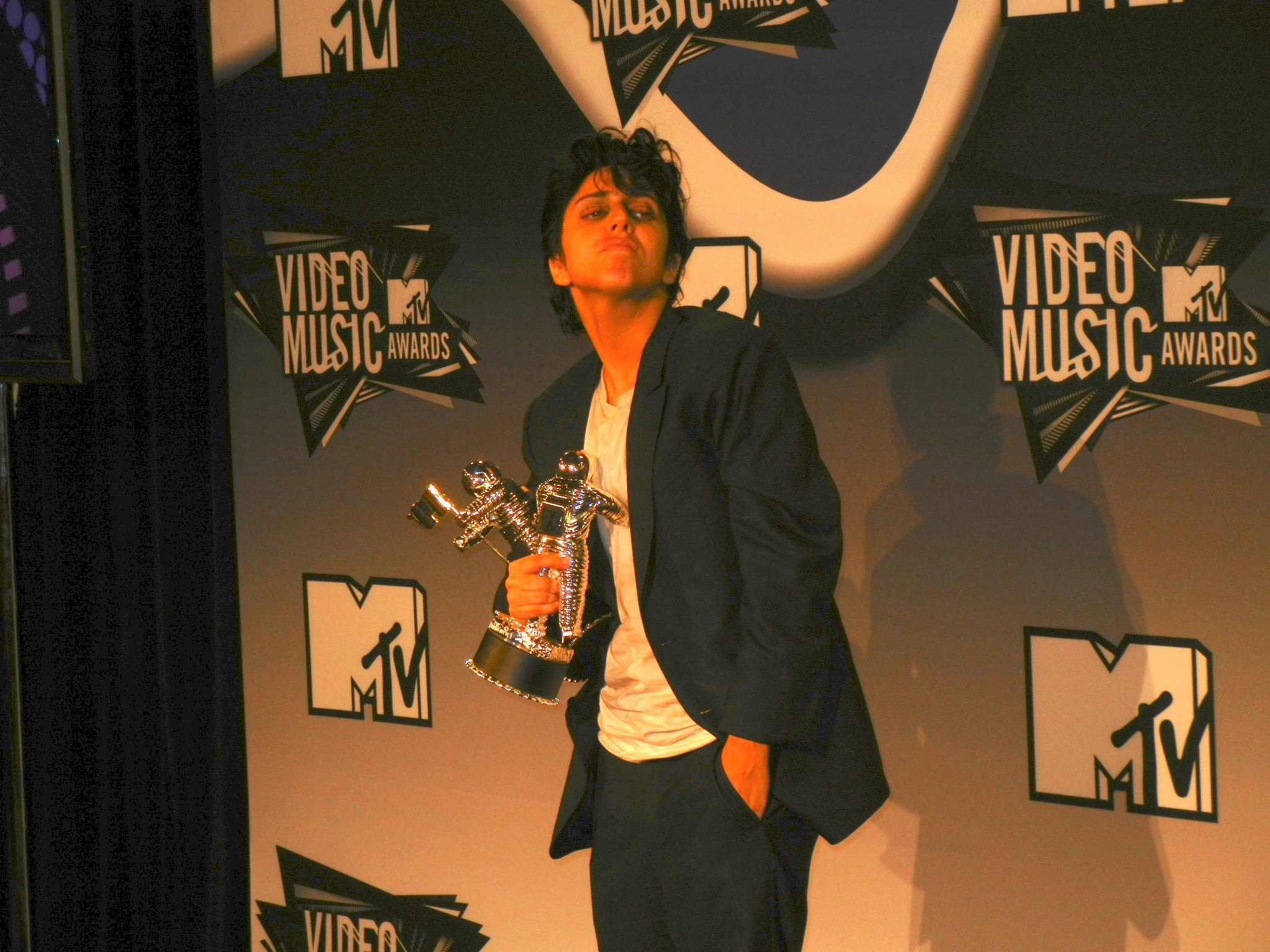
В образі свого чоловічого альтер его Джо Кальдероне, 2011

Музичні відео Гаги, що складаються з постійних змін костюмів і провокативних візуальних ефектів, часто називають короткими фільмами. Відео до пісні «Telephone» увійшло до Книги рекордів Гіннеса як Відео з найбільшою кількістю реклами комерційних продуктів. Відповідно до письменника Кертіса Фогеля, співачка часто використовує тематики поневолення та садомазохізму і підкреслює домінування фемінізму. Найчастішими тематиками музичних відео Гаги є секс, насильство і влада. Співачка називає себе «трошки феміністичною» і стверджує, що «посилює силу жінок у сфері сексу».
Гага неодноразово називала себе перфекціоністкою у підході до розробки концертів. Її виступи описували «дуже розважальними й інноваційними». MTV News назвало скривавлений виступ з піснею «Paparazzi» на церемонії нагородження 2009 MTV Video Music Awards «карколомним». Гага продовжила скривавлену тему під час турне The Monster Ball Tour, що спровокувало протест груп сімей і фанів в Англії після Камбрійської стрілянини в червні 2010, в якій водій таксі вбив 12-х людей і застрелився сам. Під час 2011 MTV Video Music Awards Гага з'явилася перевдягненою в своє чоловіче альтер его Джо Кальдероне та виступила із любовним монологом перед виконанням пісні «Yoü and I». Лоріенн Гібсон, будучи хореографкою та творчою директоркою співачки, надавала ідеї для концертних виступів та сцен для музичних відео протягом 4 років, до як була змінена своїм асистентом Річардом Джексоном у 2014.

### Публічний образ та мода

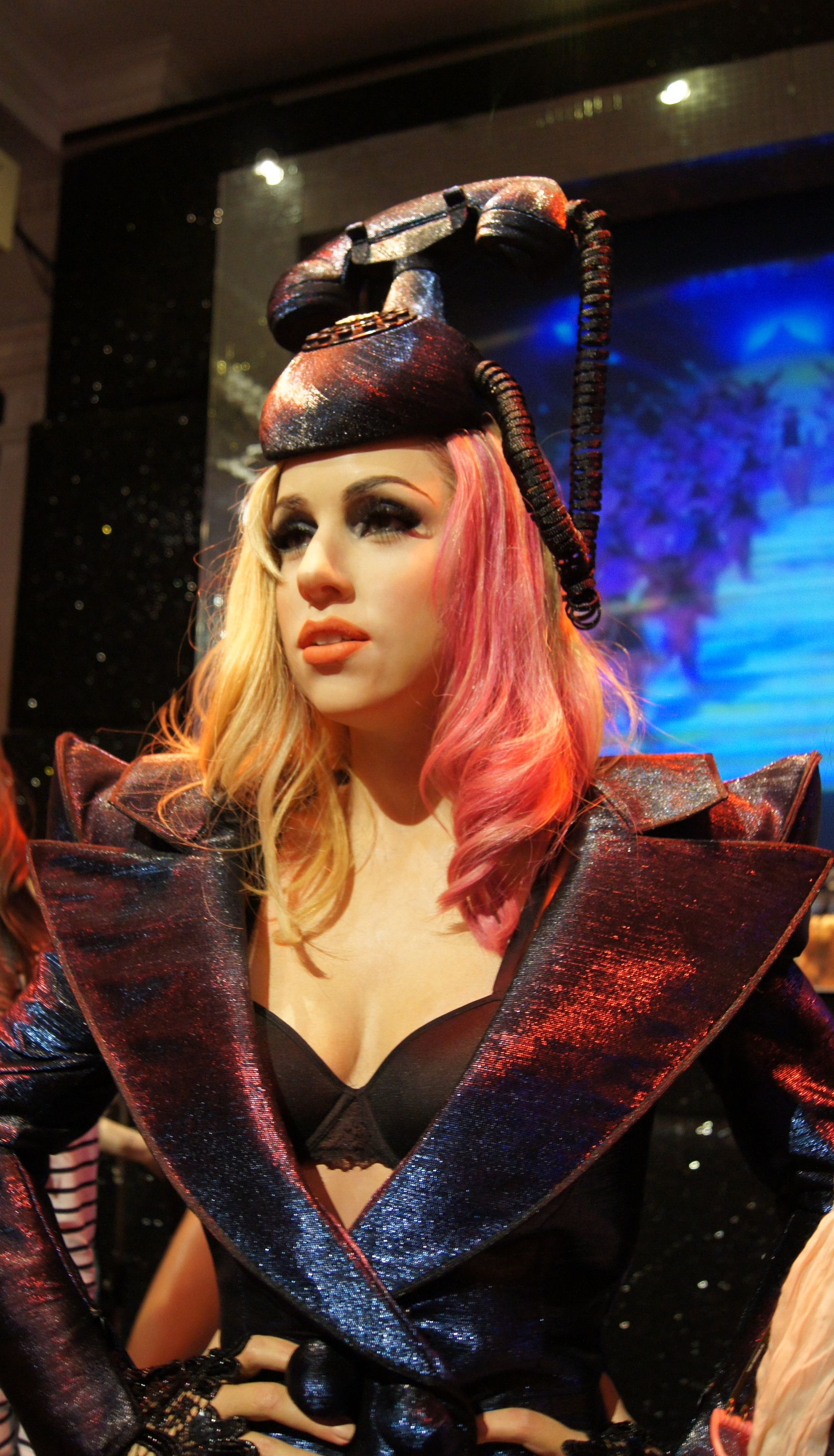
Воскова скульптура Леді Гаги у Музеї мадам Тюссо в Лондоні

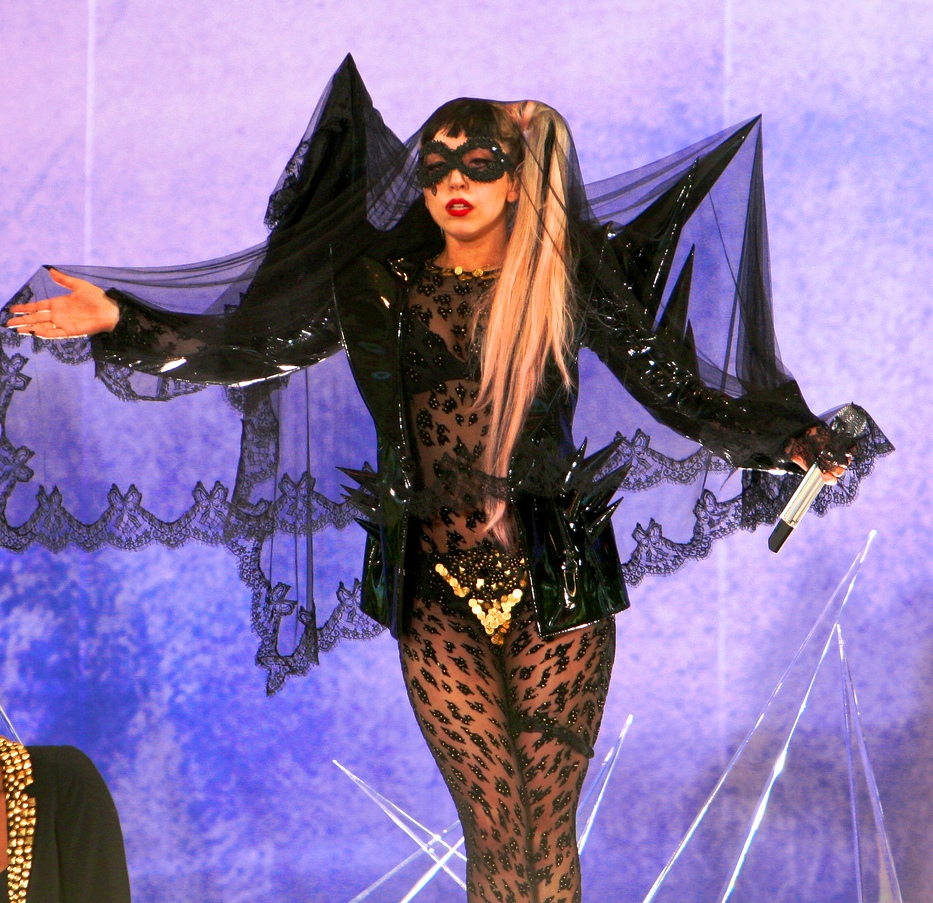
Нестандартні вбрання співачки відіграли важливу роль у її публічному іміджі

Незвичайний смак моди Гаги відіграє важливу роль в її іміджі. Під час своєї ранньої кар'єри медіа порівнювали її вибори костюмів з Крістіною Агілерою. У 2011 році 121 жінка, вдягнена у схожі на Гагу костюми, зібралася на церемонії нагородження Греммі, утворивши рекорд книги Гінесса у Найбільшому зібранні самозванців Леді Гаги. Компанія Global Language Monitor назвала фразу «Леді Гага» Топовою фразою у світі моди. Журнал Entertainment Weekly поставив вбрання Гаги на останнє місце свого списку найкращих, коментуючи, що вона «піднесла мистецтво виконання до мейнстриму».
На церемонії нагородження 2010 MTV Video Music Awards співачка з'явилася на червоному килимі в сукні, черевиках, сумці й капелюсі, зроблених зі сирого м'яса. Частково завдяки цій сукні журнал Vogue назвав Гагу однією з найкраще одягнених людей 2010, а Time назвав її сукню Річною заявою моди. М'ясна сукня привернула увагу світових медіа. У 2012 м'ясна вона була поміщена до Національного музею жінок у мистецтві, а у вересні 2015 переміщена до Зали слави рок-н-ролу.
Журнал Time додав Гагу у список 100 модних ікон усіх часів, коментуючи: «Леді Гага відома своїм несамовитим вбранням так само, як і своїми попхітами ... [Гага] показувалася в уборах, зроблених з пластикових бульбашок, ляльок Жабеня Керміта й сирого м'яса».
Парфюм Valentino Voce Viva вийшов у 2020 році.

## Активізм

### Філантропія

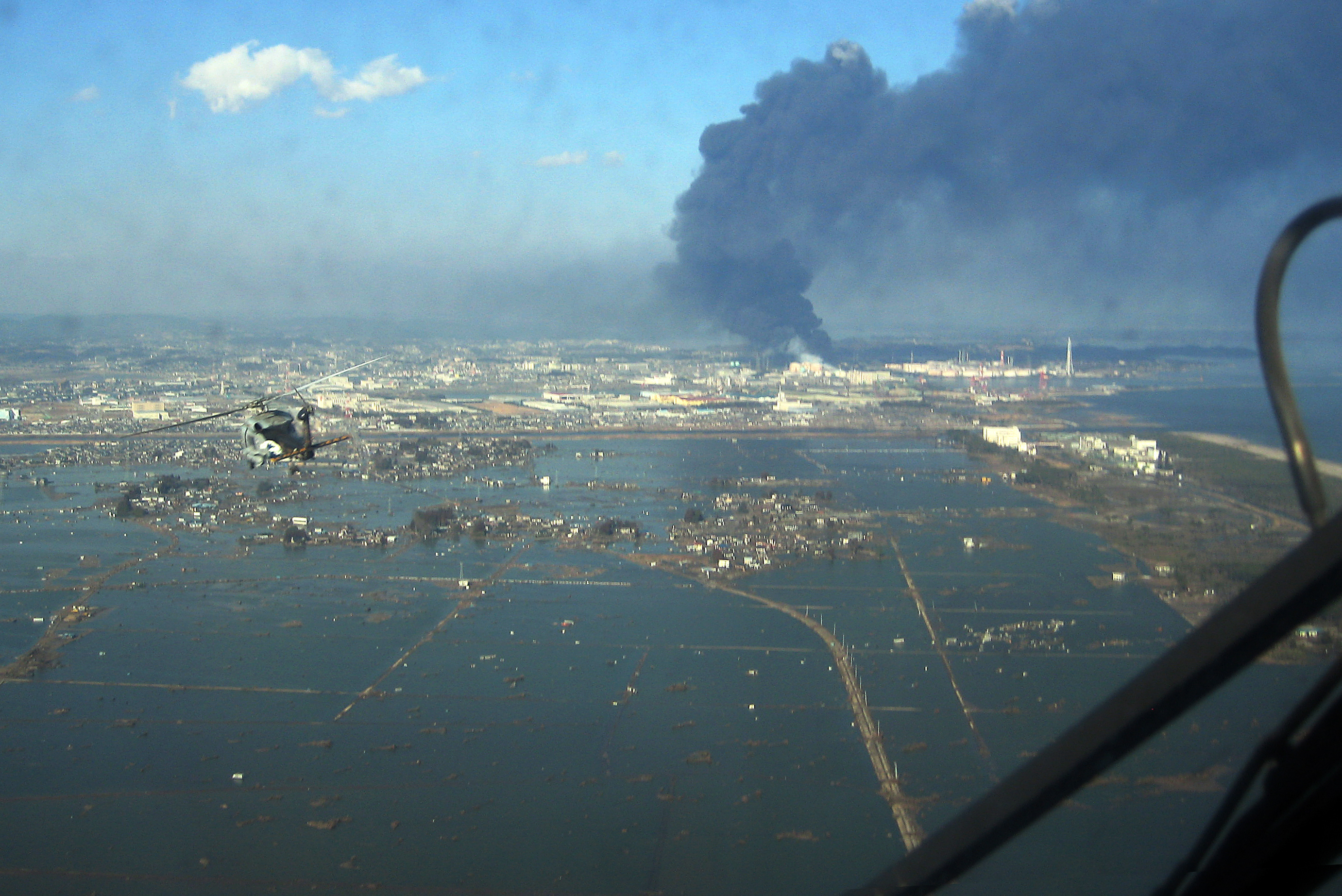
Співачка проявила участь у допомозі постраждалим від Великого тохокуського землетрусу

У січні 2010 Гага пожертвувала прибуток з концерту у Міській музичній залі радіо фонду реконструкції Гаїті, котрі пішли на потреби жертвам землетрусу у 2010, після того як була вимушена відмовитися від участі у записі сумісного синглу «We Are the World 25» внаслідок потреби репетиції для свого турне. Того ж дня були пожертвувані і всі прибутки з її онлайн-магазину; за повідомленням співачки для фонду Гаїті було зібрано $500,000. Через декілька годин після тохокуського землетрусу і цунамі Гага твітнула посилання на Japan Prayer Bracelets. Всі прибутки від продажів браслетів, дизайн яких вона створила разом із компанією, пішли на потреби постраждалих від землетрусу; всього було зібрано $1,5 мільйони. У червні співачка виступила на благодійній акції на каналі MTV Japan у конференц-центрі Makuhari Messe, який збирав кошти для Японського Червоного Хреста.
У 2012 Гага приєдналася до групи Артисти проти фракінгу. У жовтні 2012 Йоко Оно вручила співачці й іншим чотирьом активістам Грант ЛеннонаОно за мир у Рейк'явіку, Ісландія. Наступного місяця Гага пообіцяла пожертвувати $1 мільйон Американському Червоному Хресту, аби допомогти жертвам урагану Сенді. Гага також посприяла боротьбі проти ВІЛ/СНІД, зосереджуючись на навчанні молодих жінок щодо ризику захворювання. У співпраці з Сінді Лопер Гага приєдналася до MAC Cosmetics, аби запустити лінію губної помади під власною косметичною лінією Viva Glam. $202 мільйони від продажів пішли на боротьбу з ВІЛ/СНІД.
У квітні 2016 Гага приєдналася до віцепрезидента Джо Байдена в Університеті Невади у Лас-Вегасі, аби підтримати кампанію Байдена It's On Us; від імені організації віцепрезидент відвідав 530 коледжів США, виступаючи перед 250,000 студентами. Через два місяці Гага відвідала 84-ту щорічну Конференцію мерів США у Індіанаполісі, де приєдналася до Далай-лами у виступі про силу доброзичливості й дискусії про те, як зробити світ більш співчутливим місцем. Китайський уряд додав Гагу до списку ворожих закордонних сил, а китайським сайтам і медіаорганізаціям було наказано припинити завантаження чи поширення її пісень. Відділ пропаганди Комуністичної партії Китаю також наказав національній медіа засудити цю зустріч.

### Born This Way Foundation

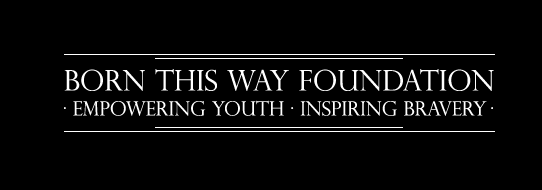
Лого організації Born This Way Foundation

У 2012 Гага запустила неприбуткову організацію Born This Way Foundation, яка фокусується на посиленні юнацтва й бореться проти залякування дітей і підлітків. Назва походить від її другого студійного альбому та однойменного синглу. На інаугурації організації в Гарвардському університеті з промовою виступили телеведуча Опра Вінфрі, письменник Діпак Чопра та Міністерка охорони здоров'я та соціальних служб США Кетлін Сібеліус. Первинне фінансування включало $1,2 мільйони від Гаги, $500,000 від Фонду МакАртура та $850,000 від мережі торгівельних центрів Barneys New York. У липні 2012 Born This Way Foundation вступив у партнерство з мережею магазинів канцтоварів Office Depot, яка пожертвувала 25 % ($1 мільйон) від своїх продажів серії обмежених видань речей для повернення до школи. Під час свого турне Гага профінансувала з Born This Way Foundation шкільні автобуси «Born Brave Bus», які розвозили дітей у містах, де проходили її концерти, як знак ініціативи боротьби зі залякуванням дітей.
У жовтні 2015 у Єльському центрі емоційного інтелекту Гага приєдналася до 200 старшокласників, політиків й академічних чиновників, включаючи Пітера Саловея, аби обговорити способи розпізнання та налаштування емоцій для позитивних наслідків. У 2016 фонд вступив у партнерство з Intel, Vox Media та Recode для боротьби проти онлайн-переслідувань і залякувань. Весь дохід з продажів 99-го випуску журналу V, в якому Гага та Тейлор Кінні виступили в ролі запрошених редакторів, був пожертвуваний фонду. У травні 2016 разом з Елтоном Джоном Гага випустила лінію одягу та аксесуарів Love Bravery у магазинах Macy's. 25 % з усіх продаж цієї лінії пішли до Born This Way Foundation та СНІД-Фонду Елтона Джона. Протягом тижня у червні 2017 Гага співпрацювала зі Starbucks у кампанії Cups of Kindness, в якій кожні 25 центів з проданих напоїв жертвувалися фонду. Того ж місяця вона з'явилася у відео компанії Staples, який збирав кошти для її фонду та сайту DonorsChoose.org.
Під час Всесвітнього дня доброти 2018 Гага разом з фондом пожертвувала продукти харчування та речі першої потреби до притулків Червоного хреста для людей, які були змушені покинути свої домівки через лісові пожежі у Каліфорнії. Її фонд також об'єднався з Starbucks і SoulCycle, аби подякувати каліфорнійським пожежникам за їх роботу під час кризи. Співачка також мала евакуюватися з власного будинку під час Пожежі Воолзі, яка поширилася на частину міста Малібу.

### Підтримка ЛГБТ-спільноти

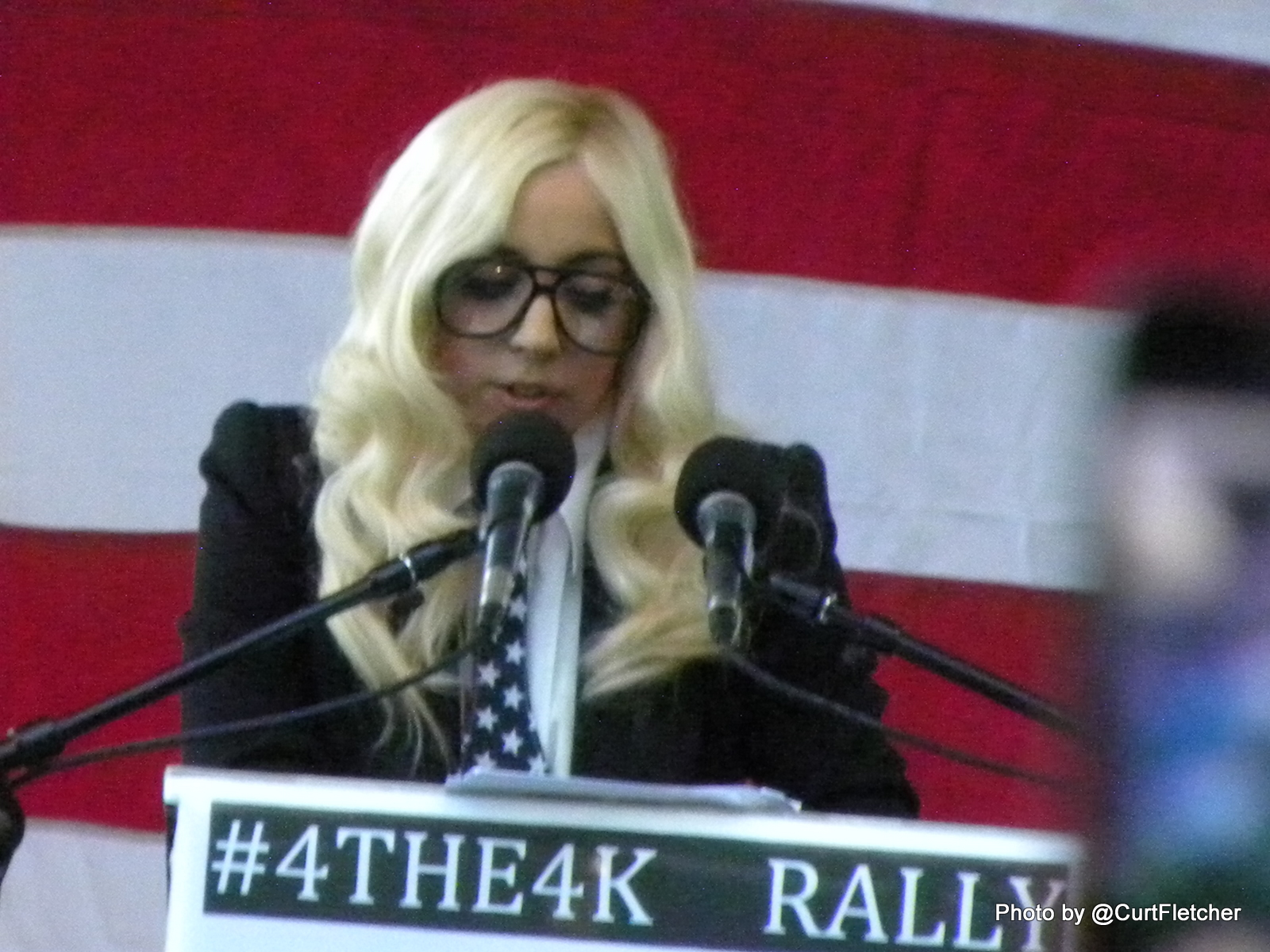
Під час виступу проти політики «Не питай, не кажи» у Портленді, Мен, 2010

Будучи бісексуальною, Гага активно підтримує права ЛГБТ-спільноти по всьому світу. Співачка вважається іконічною персоною серед гей-громади та приписує велику частину свого раннього успіху у мейнстримі своїм гомосексуальним фанам. На початку своєї кар'єри співачка мала складнощі з допуском на радіо і пізніше прокоментувала, що «точкою повороту для мене стала гей-спільнота». У примітках до альбому «The Fame» вона подякувала мангеттенській маркетинговій ЛГБТ-компанії FlyLife, з якою співпрацював лейбл Гаги, Interscope. Один з її перших виступів, показаний на телебаченні, відбувся у травні 2008 під час церемонії нагородження NewNowNext Awards: шоу нагородження, яку транслює ЛГБТ-телеканал Logo.
На Національному марші рівності 2009 у Вашингтоні Гага виступила з підтримкою ЛГБТ-руху. У 2010 вона прийшла на церемонію нагородження MTV Video Music Awards з чотирма геями й лесбійками, колишніми військовими армії США, що не могли вільно служити через політику «Не питай, не кажи», яка забороняє відкриту гомосексуальність в армії. Гага закликала своїх фанів на YouTube зв'язатися із сенаторами своїх штатів і боротися за повалення цієї політики. У вересні 2010 співачка виступила на мітингу Службовців правоохоронної мережі у Портленді, Мен. Після цього заходу журнал The Advocate назвав Гагу «запеклою заступницею» геїв та лесбійок. У червні 2011 Гага виступила на Європрайді у Римі, під час якого розкритикувала поганий стан прав гомосексуальних людей у багатьох європейських країнах та назвала гомосексуальних людей «революціонерами любові». Співачку було нагороджено званням міністра Монастиря церкви всесвітньої любові, після чого вона отримала право офіційно одружувати двох жінок.
У червні 2016 Гага виступила з промовою і зачитала імена 49 вбитих під час стрілянини у нічному гей-клубі Пульс в Орландо під час національної хвилини мовчання. Пізніше того ж місяця Гага з'явилася у триб'ют-відео про загиблих від Кампанії за права людини. Співачка виступила проти президентства Дональда Трампа і виказала різке несхвалення його заборони перебування в армії транссексуалам. Вона підтримала колишню державну секретарку Гілларі Клінтон під час її президентської кампанії у 2016. У 2018 в інтернет просочився запланований меморандум адміністрації Трампа, який прагнув змінити легальне визначення статі, аби виключити транссексуальних американців. Гага стала однією зі знаменитостей, які звернулися з обуренням до Трампа, й поширила на своїй сторінці у Twitter кампанію #WontBeErased своїм 77 мільйонам послідовникам у соцмережі.

## Леді Гага і Україна
У 2022 році співачка на тлі російського вторгнення в Україну висловила підтримку українцям. Після церемонії вручення нагород SAG Awards 2022 вона опублікувала допис в Instagram, де висловила сподівання на швидку перемогу України.
У квітні 2022 року під час свого концерту в Лас-Вегасі Леді Гага виступила з промовою стосовно повномасштабного вторгнення Росії в Україну. На одному зі своїх концертів вона назвала росіян тупими. Також співачка сказала, що росіянам варто було заарештувати її ще під час виступу у 2012 році, коли вона заявила про відсутність свободи слова в Росії.
2 березня 2023 році знялась у рекламі українського бренду Lever Couture.
23 червня 2024 одягла сукню від українського дизайнера на концерті в Лас Вегасі.
30 жовтня 2024 року виклала відео на You Tube «Disease» яка зняла українська режисерка Таня Муіньо .
16 лютого 2025 зробила репост у Tik Tok та додала коментар «What a cutie» викладача вокалу та її учениця  із місто Рівно яку співали її пісню «Abracadabra».  Та зробила ще  репости танцюристів з Одеси .

## Досягнення
Станом на початок 2019 Гага є лауреаткою 9-и нагород Греммі, 3-х нагород Бріт, двох Золотих глобусів, 13-и MTV Video Music Awards, власницею кількох рекордів у Книзі рекордів Гінесса й Нагороди сучасної іконічної особистості від Зали слави піснярів. Співачка отримала Нагороду юних виконавців на Національній мистецькій церемонії нагороджень, котра відзначає людей, які показали великі досягнення та лідерські характеристики в кар'єрі у молодому віці. У 2016 Гага отримала Нагороду виконавців імені Джейн Ортнер від Музею Греммі. Вона отримала нагороду життєвого досягнення Взірець моди від Ради модельєрів Америки, а також стала фіналісткою журналу The Advocate у 2016, отримавши звання Людини року.
Гага є однією з топових виконавиць-бестселерів в історії з приблизними продажами у 27 мільйонів копій альбомів і 146 мільйонів копій синглів станом на січень 2016. Декілька з її синглів є всесвітніми синглами-бестселерами. Її перші три світові турне принесли більше $300 мільйонів, продаючи понад 3,2 мільйони квитків. Журнал Billboard кілька років підряд призначав їй звання Artists of the Year. Ставши Жінкою року у 2015, вона займає 8 місце у списку виконавців з найбільшою кількістю сертифікованих цифрових синглів, маючи еквівалент у 61 одиницю сертифікатів від американської компанії RIAA. Гага стала першою жінкою в історії, яка отримала Цифрову діамантову нагороду від RIAA, і є однією з трьох музичних виконавців, які мають принаймні два діамантові сертифікати своїх синглів («Bad Romance» та «Poker Face»), а також є єдиною з виконавців, що має дві композиції, цифрові завантаження яких перевищують 7 мільйонів («Poker Face» та «Just Dance»).
Співачка стала єдиною людиною в історії, котра виграла премії Оскар, Греммі, БАФТА, Золотий глобус за один рік.
Щороку між 2010 та 2015 Гага заробляла $62 мільйона, $90 мільйони, $52 мільйона, $80 мільйони та $33 мільйони, і $50 мільйони у 2018. У 2010 журнал Time назвав співачку однією з найвпливовіших людей світу, а у 2013 поставив її на друге місце найбільш впливових людей світу за останні 10 років внаслідок опитувань своєї айдиторії у 2013. У березні 2012 журнал Billboard поставив її на четверте місце серед виконавців з найбільшим заробітком у 2011 з доходами у $25 мільйонів, що включало продажі з альбому «Born This Way» і її прибутки з турне Monster Ball Tour. У 2012 вона потрапила на вершину списку Найприбутковіших знаменитостей до 30 Forbes. У лютому 2016 журнал оцінив чисті активи Гаги у $275 мільйони.
Відповідно до Книги рекордів Гінесса, у 2011 Гага мала найбільшу кількість фоловерів на Twitter, а у 2014 була топовою попспівачкою, з найбільшою кількістю підписників у тій же соцмережі; книга також назвала її найсильнішою попзіркою 2014. Журнал Forbes включав співачку до списку 100 знаменитостей 2010, 2015 та 2018 років, а також у список Найбільш впливових жінок світу з 2010 по 2014 роки.
Фани Гаги звертаються до неї «Матір-Монстр», а вона часто звертається до них «маленькі монстри»; цю фразу співачка витатуювала на своїй руці. Джейк Гол написав у своїй статті: «Леді Гага започаткувала онлайн-фестиваль культури таким, яким ми його і знаємо» для журналу Vice, що Гага надихнула майбутні фан-бренди, включаючи для таких виконавців як Тейлор Свіфт, Ріанни й Джастіна Бібера. У липні 2012 Гага започаткувала соціальний інтернет-сервіс LittleMonsters.com, який присвятила своїм фанам.

## Вплив

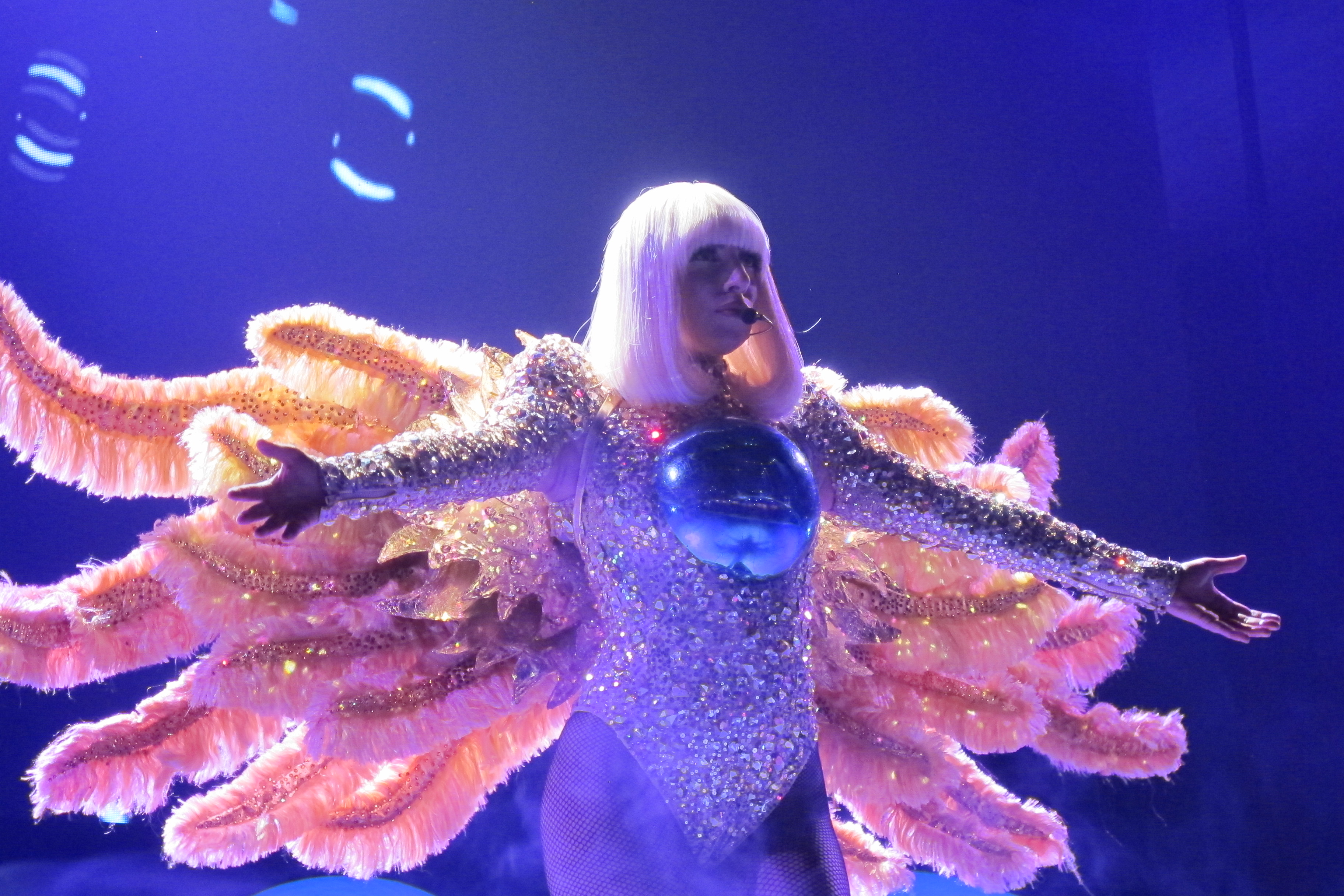
Виступ з піснею «Artpop» під час ArtRave: The Artpop Ball у Сан-Дієго, 2014

У 2011 журнал Rolling Stone назвав Гагу «Королевою попмузики». У 2012 телеканал VH1 поставив її на четверте місце списку Найвеличніших жінок у музиці; того ж року вона взяла участь у тимчасовій виставці The Elevated. From the Pharaoh to Lady Gaga, яка проходила на честь 150-ї річниці Національного музею у Варшаві. У грудні 2009 Гага з'явилася як персонажка коміксу «Lady Saga», який складається з невеликих вигаданих історій. У 2010 пародія на співачку з'явилася у кінофільмі «Вампіри відстій».
ЗМІ часто називають співачку трейлблейзером, оскільки вона іноді використовує суперечливі дії, аби привернути увагу до різних соціальних проблем. У 2013 через успіх платівки «The Fame» альбом було занесено у список 100 найбільших дебютних альбомів всіх часів журналу Rolling Stone, а Гага стала однією з виконавців, які прославилися у музичній індустрії під час росту популярності сінті-попу у пізніх 2000-х і ранніх 2010-х роках. Головний виконавчий директор компанії Polaroid Скотт Гарді публічно похвалив співачку за натхнення, яке вона дає своїм шанувальникам і за її близьке спілкуванням з ними через соцмережі.
За Келефом Саннехом із The New Yorker, «Леді Гага запалила стежку для лютих попзірок, розвиваючи власний імідж знаменитості як еволюційний мистецький проєкт». Включаючи альбом «Born This Way» до списку 50 найкращих жіночих альбомів всіх часів, Роб Шеффілд з журналу Rolling Stone прокоментував: «Важко пригадати світ, в якому ми не мали Гаги, хоча ми всі переконані, що ті часи були дуже-дуже занудними». У 2015 журнал Time написав, що Гага «фактично винайшла теперішню еру попмузики у вигляді шоу». Її робота вплинула на таких виконавиць та виконавців, як Майлі Сайрус, Нікі Мінаж, Еллі Голдінг, Голзі, Нік Джонас, Сем Сміт, Ноа Сайрус, Кетрін Ленгфорд і гурт MGMT.
Публічне прийняття музики, смаку моди й персони Леді Гаги має поляризований характер. Внаслідок її впливу на сучасну культуру та її світової слави соціолог Матьє Дефлем з Університету Південної Кароліни, наприклад, розпочав курс «Леді Гага і соціологія слави», який з початку 2011 розкриває «певні соціально спрямовані розмахи слави Леді Гаги».
Співачка назвала свою коротку зустріч з тодішнім президентом США Бараком Обамою на зборах коштів Кампанії за права людини «залякуючою», маючи на собі 15,6 сантиметрові підбори, що зробило її найвищою жінкою у кімнаті.
На честь співачки названо рід папоротей Gaga та два його види: G. germanotta й G. monstraparva. Назва «monstraparva» посилається на фанів Гаги, які відомі як «маленькі монстри», оскільки їхнім символом є витягнута рука з «пазурами монстра», котрі нагадують щільно загорнуті молоді листки папороті перед початком їхнього розгортання. На честь співачки також названий вимерлий ссавець Gagadon minimonstrum,, вид паразитичних ос Aleiodes gaga та вид клопів Kaikaia gaga.

## Особисте життя
У травні 2006 співачка почала зустрічатися зі своїм музичним продюсером Робом Фюзарі, з яким працювала над деякими піснями, котрі пізніше увійшли до альбому «The Fame». Їхні стосунки припинилися у 2009. У 2010 Фюзарі подав 30-мільйонний позов проти Гаги через їхню домовленість виплачувати йому 20 % від продажів її записів, чого вона не виконала. Справа завершилася нічим, оскільки не було виявлено суттєвих доказів його заяви.
У 2009—2010 співачка зустрічалася з дизайнером одягу Дада (Меттью) Вільямсом, з яким познайомилася в суші-ресторані в Лос-Анджелесі. Пізніше стосунки перейшли в ділові, а Вільямс став творчим директором Haus of Gaga. У 2009 році Гага також заявила, що бісексуалка. Після 2014 вона почала відкриватися щодо прихильності і до жінок, коментуючи, що вважає лесбійок рішучішими й наполегливішими, ніж гетеросексуальні чоловіки. Хоча, за чутками, співачка зустрічалася з жінками до 2011 року, сама вона ніколи публічно цього не підтверджувала.
У липні 2011 під час зйомок музичного відео до пісні «Yoü and I» Гага познайомилася з актором Тейлором Кінні, з яким почала незабаром зустрічатися. З часом пара стала жити разом і 14 лютого 2015 вони заручилася. Проте в липні 2016 заручини скасували; пізніше співачка прокоментувала, що її кар'єра почала втручатися у їхні стосунки.
У лютому 2017 Гага почала зустрічатися з агентом талантів Крістіаном Каріно. У жовтні 2018 пара повідомила, що заручилася. У січні 2019 року почала з'являтися на заходах без нареченого й обручки на пальці, а 19 лютого її помічник підтвердив виданню People, що пара розійшлася.
Наприкінці 2018 — на початку 2019 року, після виходу «Народження зірки», артистці приписували роман із партнером по знімальному майданчику Бредлі Купером, у березні навіть з'явилася інформація про її вагітність. Проте в листопаді в інтерв'ю журналу Elle Леді Гага повідомила, що цей роман був вигадкою: «Преса дуже дурна. Ми з Бредлі вигадали історію кохання. Ми хотіли, щоб люди вірили, що ми любимо одне одного, щоб вони відчули цю любов на церемонії вручення „Оскара“. Ми старанно працювали над цим протягом кількох днів. Все спланували і поставили свою виставу».
Під час інтерв'ю з Барбарою Волтерс для її щорічного спеціального телешоу каналу ABC News 10 найбільш захоплюючих людей 2009 Гага відхилила твердження про наявність у неї інтерсексності, яке почали поширювати медіа як міську легенду. Відповідаючи на питання щодо цієї теми, співачка висловила прихильність до андрогінності.
2024 році була присутня на Олімпійських іграх у Парижі в костюмі Dior з рожевим пір'ям.

## Критика
У 2010 в статті газети Sunday Times Каміл Паглія назвала Гагу «кимось, хто більше нагадує крадія ідентичності, аніж руйнівника табу еротизму; створений мейнстримом продукт, котрий заявляє, що співає для диваків, бунтівників та позбавлених права в той час, як вона не є жодною з переліченого».
Організація захисту тварин PETA назвала образливою сукню з сирого м'яса, в якій Гага прийшла на церемонію нагородження 2010 MTV Video Music Awards.

## Дискографія
- The Fame (2008, перевиданий у 2009 як The Fame Monster)
- Born This Way (2011)
- ARTPOP (2013)
- Cheek to Cheek (з Тоні Беннеттом) (2014)
- Joanne (2016)
- Chromatica (2020)
- Love for Sale (з Тоні Беннеттом) (2021)
- Harlequin (2024)
- Mayhem (2025)

## Турне
- The Fame Ball Tour (2009)
- The Monster Ball Tour (2009—2011)
- Born This Way Ball (2012—2013)
- ArtRave: The Artpop Ball (2014)
- Cheek to Cheek Tour (з Тоні Беннеттом) (2014—2015)
- Joanne World Tour (2017—2018)
- The Chromatica Ball (2022)
- The Mayhem Ball (2025)

#### Резиденції
- Lady Gaga Live at Roseland Ballroom (2014)
- Lady Gaga Enigma + Jazz & Piano (2018—2022)

## Фільмографія
| Рік  |     | Українська назва                                 | Оригінальна назва              | Роль                                                                                      |
| ---- | --- | ------------------------------------------------ | ------------------------------ | ----------------------------------------------------------------------------------------- |
| 2001 | с   | Клан Сопрано                                     | The Sopranos                   | одна з дівчат біля басейна (епізод 3.09, «The Telltale Moozadell»; не зазначена в титрах) |
| 2009 | с   |                                                  | Noisemakers on Noisevox        | камео                                                                                     |
| 2012 | ф   | Люди в чорному 3                                 | Men in Black 3 / MIB³          | інопланетянка на телеекрані (не зазначена в титрах)                                       |
| 2012 | мс  | Сімпсони                                         | The Simpsons                   | голос Леді Гага (епізод 23.22 «Lisa Goes Gaga»)                                           |
| 2013 | ф   | Мачете вбиває                                    | Machete Kills                  | Жінка-Хамелеон (La Camaleón)                                                              |
| 2014 | ф   | Маппети — Особливо небезпечні                    | Muppets Most Wanted            | камео                                                                                     |
| 2014 | ф   | Місто гріхів 2: Жінка, заради якої варто вбивати | Sin City: A Dame to Kill For   | Берта                                                                                     |
| 2015 | с   | Американська історія жаху: Готель                | American Horror Story: Hotel   | графиня Елізабет Джонсон (головна роль, 12 епізодів)                                      |
| 2016 | с   | Американська історія жаху: Роенок                | American Horror Story: Roanoke | чаклунка Ската (Scáthach), 3 епізоди                                                      |
| 2018 | ф   | Народження зірки                                 | A Star Is Born                 | Еллі Мейн                                                                                 |
| 2021 | док | Друзі: Возз'єднання                              | Friends: The Reunion           | у ролі самої себе                                                                         |
| 2021 | ф   | Гуччі                                            | House of Gucci                 | Патриція Реджані                                                                          |
| 2024 | ф   | Джокер: Божевілля на двох                        | Joker: Folie à Deux            | Гарлі Квінн                                                                               |
| 2025 | с   | Венздей 2 сезон                                  | Wednesday                      | Розалін Ротвуд                                                                            |

### Відеокліпи й короткометражні фільми
| Рік  | Назва                                                                                    | Примітки                                                            |
| ---- | ---------------------------------------------------------------------------------------- | ------------------------------------------------------------------- |
| 2022 | Hold My Hand                                                                             | пісня для фільму «Найкращий стрілець: Маверік»                      |
| 2021 | Night and Day                                                                            | разом із Тоні Беннеттом                                             |
| 2021 | Dream Dancing                                                                            | разом із Тоні Беннеттом                                             |
| 2021 | I Concentrate on You                                                                     | разом із Тоні Беннеттом                                             |
| 2021 | I've Got You Under My Skin                                                               | разом із Тоні Беннеттом                                             |
| 2021 | Love for Sale                                                                            | разом із Тоні Беннеттом                                             |
| 2021 | I Get a Kick Out of You                                                                  | разом із Тоні Беннеттом                                             |
| 2020 | 911                                                                                      |                                                                     |
| 2020 | Rain on Me                                                                               | разом з Аріаною Ґранде                                              |
| 2020 | Stupid Love (дивитися [Архівовано 1 травня 2022 у Wayback Machine.])                     |                                                                     |
| 2018 | Always Remember Us This Way (дивитися [Архівовано 26 квітня 2022 у Wayback Machine.])    | Еллі з фільму «Народження зірки»                                    |
| 2018 | I'll Never Love Again (дивитися [Архівовано 1 травня 2022 у Wayback Machine.])           | Еллі з фільму «Народження зірки»                                    |
| 2018 | Look What I Found (дивитися [Архівовано 1 травня 2022 у Wayback Machine.])               | Еллі з фільму «Народження зірки»                                    |
| 2018 | Shallow (дивитися [Архівовано 6 жовтня 2021 у Wayback Machine.])                         | Еллі з фільму «Народження зірки»\|-                                 |
| 2018 | Joanne (дивитися [Архівовано 1 травня 2022 у Wayback Machine.])                          | версія з піаніно                                                    |
| 2017 | John Wayne (дивитися [Архівовано 1 травня 2022 у Wayback Machine.])                      |                                                                     |
| 2016 | Million Reasons (дивитися [Архівовано 1 травня 2022 у Wayback Machine.])                 |                                                                     |
| 2016 | Perfect Illusion (дивитися [Архівовано 2 травня 2022 у Wayback Machine.])                |                                                                     |
| 2015 | I Want Your Love (дивитися [Архівовано 1 травня 2022 у Wayback Machine.])                |                                                                     |
| 2014 | відеофільм                                                                               | разом із Тоні Беннеттом                                             |
| 2014 | G.U.Y. (дивитися [Архівовано 1 травня 2022 у Wayback Machine.])                          |                                                                     |
| 2013 | Do What You Want (дивитися [Архівовано 1 травня 2022 у Wayback Machine.])                | разом з Крістіною Агілерою ; живий виступ                           |
| 2013 | Dope (дивитися [Архівовано 1 травня 2022 у Wayback Machine.])                            | живий виступ                                                        |
| 2013 | Applause (дивитися [Архівовано 10 вересня 2013 у Wayback Machine.])                      |                                                                     |
| 2012 | Cake Like Lady Gaga                                                                      | разом з DJ White Shadow                                             |
| 2011 | Google Chrome (дивитися [Архівовано 1 травня 2022 у Wayback Machine.])                   | реклама                                                             |
| 2011 | Marry the Night (дивитися [Архівовано 25 жовтня 2017 у Wayback Machine.])                |                                                                     |
| 2011 | Yoü and I (дивитися [Архівовано 16 жовтня 2017 у Wayback Machine.])                      | персонаж — Yüyi                                                     |
| 2011 | The Edge of Glory (дивитися [Архівовано 1 травня 2022 у Wayback Machine.])               |                                                                     |
| 2011 | 3-Way (The Golden Rule) (дивитися [Архівовано 6 червня 2011 у Wayback Machine.])         | разом з комедійним тріо The Lonely Island та Джастіном Тімберлейком |
| 2011 | Judas (дивитися [Архівовано 17 січня 2017 у Wayback Machine.])                           | Марія Магдалина                                                     |
| 2011 | Born This Way (дивитися [Архівовано 24 травня 2019 у Wayback Machine.])                  |                                                                     |
| 2010 | Alejandro (дивитися [Архівовано 1 травня 2022 у Wayback Machine.])                       |                                                                     |
| 2010 | Telephone (дивитися [Архівовано 25 жовтня 2017 у Wayback Machine.])                      | разом із Бейонсе                                                    |
| 2009 | Don't Give Up                                                                            | разом із гуртом The Midway State                                    |
| 2009 | Bad Romance (дивитися [Архівовано 3 лютого 2017 у Wayback Machine.])                     |                                                                     |
| 2009 | Video Phone (дивитися [Архівовано 16 жовтня 2017 у Wayback Machine.])                    | разом із Бейонсе                                                    |
| 2009 | Paparazzi (дивитися [Архівовано 2 травня 2022 у Wayback Machine.])                       |                                                                     |
| 2009 | LoveGame (дивитися [Архівовано 2 травня 2022 у Wayback Machine.])                        |                                                                     |
| 2009 | Eh, Eh (Nothing Else I Can Say) (дивитися [Архівовано 1 травня 2022 у Wayback Machine.]) |                                                                     |
| 2008 | Poker Face (дивитися [Архівовано 2 травня 2022 у Wayback Machine.])                      |                                                                     |
| 2008 | Beautiful, Dirty, Rich (дивитися [Архівовано 21 січня 2010 у Wayback Machine.])          |                                                                     |
| 2008 | Just Dance (дивитися) [Архівовано 2 травня 2022 у Wayback Machine.]                      | разом із Колбі О'Донісом                                            |